# Demi Lovato
Demetria Devonne Lovato (Albuquerque, Nuevo México; 20 de agosto de 1992), conocida como Demi Lovato, es una actriz, cantante y compositora estadounidense. Después de aparecer en la serie de televisión infantil Barney y sus amigos (2002-2004), Lovato saltó a la fama por interpretar a Mitchie Torres en la película musical para televisión de Disney Channel Camp Rock (2008) y su secuela Camp Rock 2: The Final Jam (2010). La banda sonora de la película anterior contenía «This Is Me», el sencillo debut de Lovato y el dúo con Joe Jonas, que alcanzó el puesto número nueve en el Billboard Hot 100 de Estados Unidos.
Después de firmar con Hollywood Records, Lovato lanzó su álbum debut de pop rock, Don't Forget (2008), que debutó en el número dos en el Billboard 200 de Estados Unidos. Su seguimiento, Here We Go Again (2009), debutó en el número uno en los Estados Unidos, mientras que su canción principal alcanzó el número 15 en el Billboard Hot 100. Su tercer álbum de estudio, Unbroken (2011), experimentó con pop y R&B y generó el sencillo «Skyscraper», certificado platino en Estados Unidos. Lanzó su cuarto álbum homónimo en 2013, que debutó en el número tres en el Billboard 200 y contenía la canción internacional «Heart Attack». Los álbumes quinto y sexto de Lovato, Confident (2015) y Tell Me You Love Me (2017), infundieron soul y temas maduros. Obtuvo una nominación al premio Grammy por Confident, mientras que «Sorry Not Sorry», el sencillo principal de Tell Me You Love Me, se convirtió en su sencillo con las listas más altas en los Estados Unidos, alcanzando el número seis. Después de una pausa, siguió su séptimo álbum Dancing with the Devil... The Art of Starting Over en 2021, que alcanzó el número dos en los Estados Unidos, y su octavo álbum, Holy Fvck, lanzado en 2022, en el cual regresó a su sonido rock característico.
En televisión, Lovato interpretó al personaje principal en la comedia de situación de Disney Channel Sunny, entre estrellas (2009-2011), se desempeñó como juez en la serie de competencia musical The X Factor en su segunda y tercera temporada, y apareció como un personaje recurrente en la comedia musical Glee (2013-2014) y la comedia Will & Grace (2020). También protagonizó la película dramática para televisión Princess Protection Program (2009), la película de comedia animada Smurfs: The Lost Village (2017) y la comedia musical Eurovision Song Contest: The Story of Fire Saga (2020).
Lovato ha vendido más de 24 millones de discos en los Estados Unidos y también ha recibido numerosos reconocimientos, incluido un MTV Video Music Awards, 14 Teen Choice Awards, cinco People's Choice Awards, dos Latin American Music Awards, un Guinness World Record y fue incluida en la lista anual Time 100 en 2017. Como activista de varias causas sociales, las luchas de Lovato con un trastorno alimentario y el abuso de sustancias han recibido una considerable atención de los medios, en respuesta a lo cual publicó las memorias de autoayuda Staying Strong: 365 Days a Year (2013) y estrenó los documentales Demi Lovato: Simply Complicated (2017) y Demi Lovato: Dancing with the Devil (2021).

## Carrera actoral

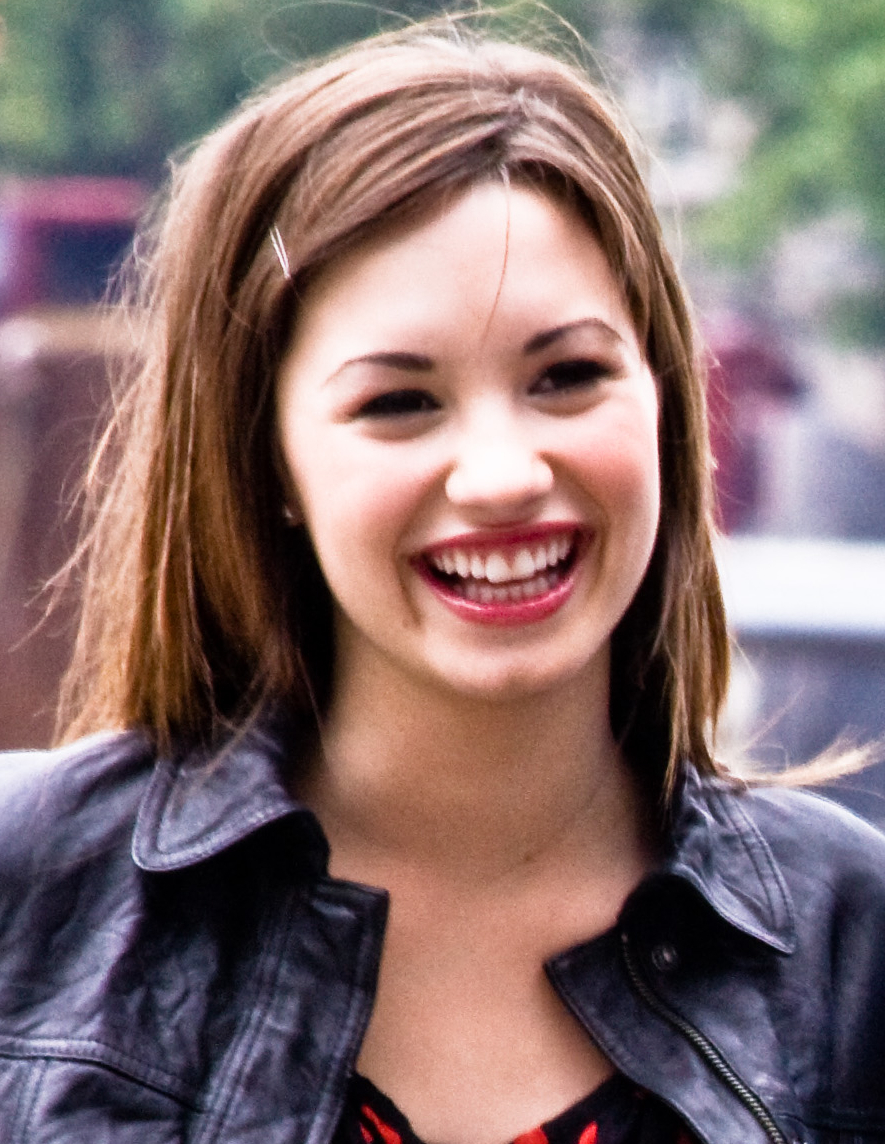
Demi en un concierto de los Jonas Brothers a mediados de 2008.

Demi Lovato estudió en Cross Timbers Middle School, una de los colegios pertenecientes al distrito escolar independiente de Grapevine-Colleyville, donde asistió a clase de coro durante 3 años. Obtuvo el diploma de estudios secundarios a través de educación en casa en julio de 2009. Empezó a tocar el piano a la edad de siete años. Lovato empezó su carrera actoral alrededor del año 2000, grabando episodios para la serie de televisión infantil Barney & Friends transmitidos de la temporada 7 a 8, desde 2003 a 2004.
En 2006, apareció en el episodio First Down de la serie Prison Break como Danielle Curtin. También apareció en la segunda temporada de la serie de televisión Just Jordan como Nicole, en el episodio Slippery When Wet. En enero de 2007, obtuvo el papel de Charlotte Adams en la miniserie de Disney Channel, As the Bell Rings en su versión estadounidense, estrenada el 26 de agosto de 2007. Algunas de sus canciones originales, incluyendo «Shadow», aparecieron en la serie. Su personaje fue reemplazado por la actriz Lindsey Black.

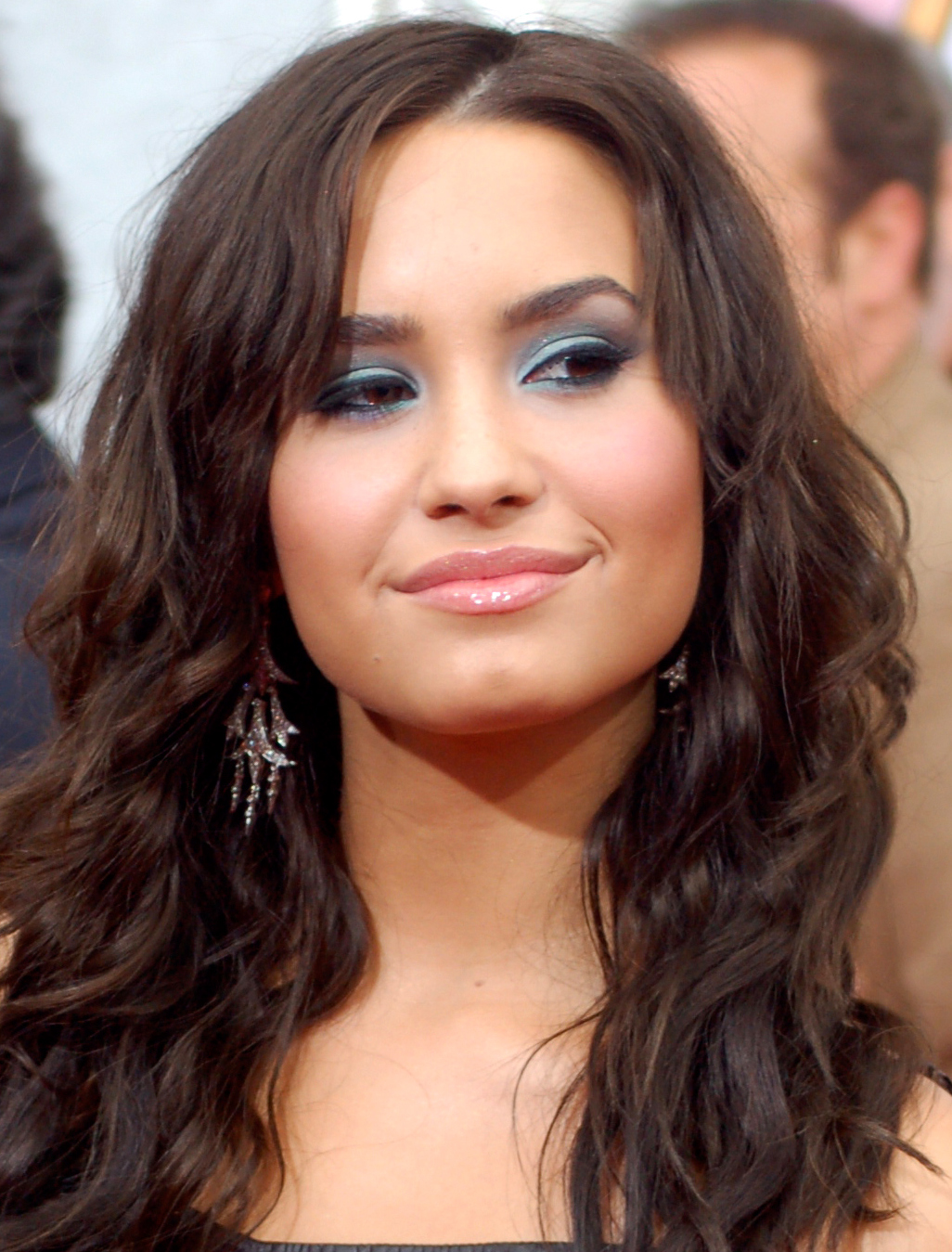
Demi en la premier de Hannah Montana: La película en 2009.

En 2008, protagonizó la película de Disney Channel, Camp Rock, donde interpretó a Mitchie Torres, una adolescente de catorce años de edad con la esperanza de convertirse en cantante. La película se estrenó el 20 de junio de 2008 en los Estados Unidos por Disney Channel, con 8,9 millones de espectadores, lo que colocó a la celebridad como nueva estrella adolescente de Disney. A finales de 2008, Entertainment Weekly incluyó a Lovato en su lista de las diez nuevas estrellas de 2008. A continuación, pasó a protagonizar la serie original de Disney Channel, Sunny, entre estrellas, estrenada el 8 de febrero de 2009 en los Estados Unidos. La segunda temporada de la serie se estrenó el 14 de marzo de 2010. La serie protagoniza a Lovato como Sonny Munroe, que se convierte en la nueva integrante del elenco de un show de diversos sketches de comedia en vivo, So Random!.
En junio de 2009, protagonizó la película original de Disney Channel, Princess Protection Program, como la princesa Rosalinda junto a Selena Gomez. La película trata de una joven princesa que se encuentra detenida por el Programa de Protección para Princesas y es llevada de repente a Luisiana rural, donde debe aprender los entresijos de comportarse como una adolescente estadounidense normal. La película es la cuarta más alta en puntuación de las Disney Channel Original Movies, y se estrenó con una audiencia de 8,5 millones de espectadores. En septiembre de 2009, comenzó la producción de Camp Rock 2: The Final Jam. La película de Disney Channel estrenada el 3 de septiembre de 2010 ganó 8 millones de espectadores en su estreno, convirtiéndose en la película para cable más vista en los Estados Unidos en dicho año.
En 2010, apareció en el episodio final de temporada del programa Extreme Makeover: Home Edition de la cadena de televisión ABC, donde sorprendió a Jacob, que sufre de espina bífida y el padre Jeremy, que tiene esclerosis lateral amiotrófica (ELA). En este episodio cantó «Make a Wave», y además apareció en otro episodio el 2 de diciembre del 2011 en compañía de Cody Simpson, y las hermanas Kardashian. En marzo de 2010, fue una de las muchas estrellas que aparecieron en el anuncio público para el Voto Latino con el fin de promover la organización de Be Counted campaña por el Censo del 2010 EE.UU. Lovato apareció en un episodio de la serie dramática Grey's Anatomy como una paciente adolescente en el episodio titulado Shiny Happy People e televisó el 13 de mayo de 2010 de la cadena de televisión ABC. En una revisión del episodio, EW.com alabó su actuación afirmando que: «Todavía creo que incluso un observador imparcial podría concluir que la princesa de Disney hizo un buen trabajo en calidad de un suicida de 16 años de edad, que ingresó tras tratarse de garra al cabo sus propios ojos». Demi ganó un People's Choice Award como Mejor Estrella Invitada en TV por su aparición en Grey's Anatomy.
Realizó una aparición sorpresa en America's Next Top Model en el episodio del 15 de septiembre al igual que CNN el 7 de septiembre de 2010 para hablar sobre el acoso escolar. Al parecer Demi Lovato hará parte del programa de MTV Punk'd, la cadena de televisión estuvo buscando reemplazar al anfitrión Ashton Kutcher, entonces se decidió tener un anfitrión invitado famoso cada semana en vez de tener a uno fijo, cada nueva celebridad abordará de una manera diferente. Otra de las estrellas invitadas fueron Justin Bieber, Khloe Kardashian, Miley Cyrus, Hayden Panettiere, Bam Margera y Kellan Lutz entre otros muchos de esta temporada. En 2013 y 2014, apareció en cuatro capítulos de la quinta temporada de la serie Glee. Posteriormente, durante 2015 tuvo una aparición especial en la serie original de Netflix, From Dusk Till Dawn, a lado de la actriz mexicana Eiza González y su entonces novio, Wilmer Valderrama. 

### Jurado enThe X Factor USA
El 14 de mayo de 2012, se confirmó oficialmente que Britney Spears y Demi Lovato se unirían a la segunda temporada de The X Factor USA, como jueces. Cuando se le preguntó a Simon Cowell acerca de las nuevas juezas, Cowell dijo: «Estoy absolutamente encantado de que Britney y Demi se unan a nosotros. Britney sigue siendo una de las estrellas más grandes del mundo, ella es talentosa y fascinante - y creo que ella sabe exactamente cómo detectar 'El Factor X'. Demi ha tenido una impresionante carrera en la música, la televisión y el cine para alguien de su edad. Es joven, tiene mucha confianza y entusiasmo. Creo que es muy importante que hable a nuestro público más joven. El nuevo panel será dinámico y se trabaja muy bien con los cambios que estamos haciendo para el espectáculo». Demi dirigió al grupo de adolescentes en el reality pero ninguno de sus participantes terminó como finalista. 
Para la tercera temporada en 2013, Demi Lovato volvió como jueza junto a Simon Cowell, Kelly Rowland y Paulina Rubio. Las grabaciones de las audiciones iniciaron en junio de 2013 y el estreno en televisión se llevó a cabo el 11 de septiembre en los Estados Unidos.

## Carrera musical

### 2008-2009:Don't Forget

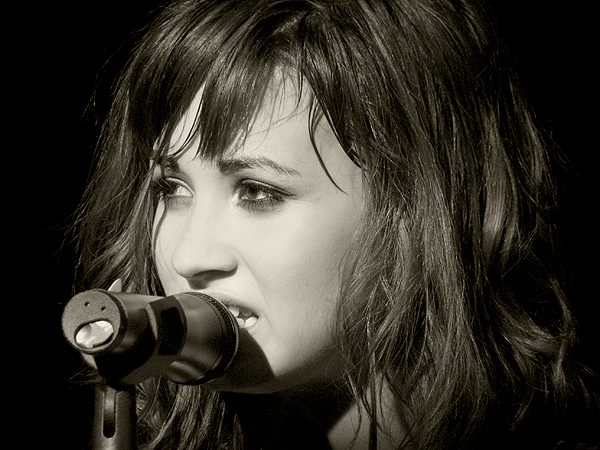
Demi en concierto en Los Ángeles por su Demi Live! Warm Up Tour.

Antes de que la música de Demi fuera oficialmente lanzada, algunas de sus canciones originales como «Shadow» aparecieron en la miniserie de Disney Channel, As the Bell Rings en el año 2007. Lovato también cantó una versión de «That's How You Know» de la película Enchanted que se publicó en el DisneyMania 6 el 20 de mayo de 2008.
Entre junio y julio de 2008, actuó en varios House of Blues y parques por su gira Demi Live! Warm Up Tour en preparación para el lanzamiento de su álbum debut y su participación en el Burnin 'Up Tour de los Jonas Brothers. La banda sonora de la película original de Disney Channel, Camp Rock fue lanzada en junio de 2008. Demi interpretó cuatro de las canciones de la misma, incluyendo «This Is Me» en dueto con Joe Jonas, el primer sencillo del disco, que alcanzó el número nueve en el Billboard Hot 100. Lovato fue la persona encargada de presentar la gira Burnin 'Up Tour de los JoBros de julio a septiembre de 2008. Varios conciertos en la gira fueron filmados como escenas de una película del concierto en 3-D titulado Jonas Brothers: The 3D Concert Experience que fue lanzado en febrero de 2009. Lovato apareció en la película interpretando «This Is Me» con Joe Jonas.
Lovato lanzó su álbum debut, Don't Forget el 24 de septiembre de 2008. El álbum debutó en el número 2 del Billboard 200 vendiendo 89 000 copias la primera semana. Desde entonces, ha vendido alrededor de 513 000 copias solo en los Estados Unidos. Lovato declaró en una entrevista que el álbum fue grabado en diez días. El álbum fue precedido por su sencillo debut «Get Back», que fue lanzado el 12 de agosto de 2008 y alcanzó el número cuarenta y tres en el Hot 100. En abril de 2009, fue lanzado el segundo sencillo, «La La Land», el cual alcanzó el número cincuenta y dos en el Hot 100. En marzo de 2009, «Don't Forget» fue lanzado como el tercer sencillo únicamente en Radio Disney y alcanzó el número cuarenta y uno en el Hot 100. El primer EP de Lovato, Moves Me, fue lanzado en diciembre de 2008 por el sello Well Go USA, pero no bajo su apoyo. El EP presenta canciones grabadas por Lovato antes de firmar con Hollywood Records y algunas de su infancia.

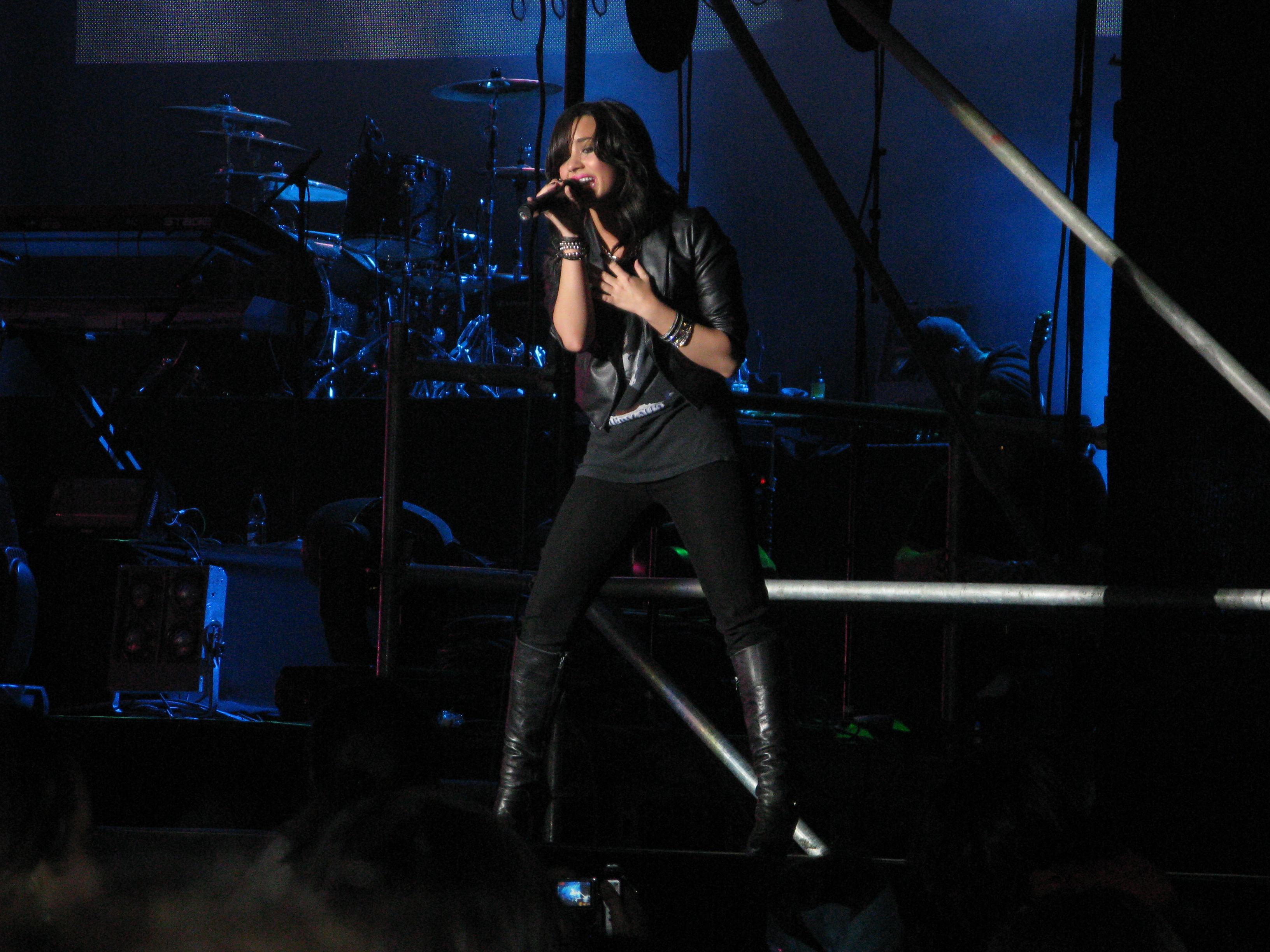
Demi en un concierto en Chile en 2009.

En 2009 grabó «One and the Same» de Princess Protection Program a dueto con Selena Gomez, donde ambas protagonizan la película. Demi lanzó su segundo EP titulado iTunes Live from Londres, que fue lanzado el 8 de mayo de 2009, bajo el sello discográfico de Hollywood Records. En este EP aparecen canciones de su álbum debut Don't Forget.

### 2009-2010:Here We Go Again
Lovato lanzó su segundo álbum de estudio, Here We Go Again, en julio de 2009. El álbum debutó en la primera posición del Billboard 200 vendiendo más de 108 000 copias la primera semana. Antes del lanzamiento del álbum, Lovato dijo: «Va a tener un sonido diferente. Canto mucho rock, pero esta vez quiero hacer más canciones tipo de John Mayer. Espero poder escribir con gente como él». El álbum fue más inspirado en la música acústica que en el sonido pop rock de su álbum debut. El disco vendió alrededor de 471 000 copias en Estados Unidos y fue Disco de Oro en Brasil por la Associação Brasileira dos Produtores de Discos el 28 de mayo del 2010 en medio de una rueda de prensa en São Paulo. El primer sencillo del álbum, «Here We Go Again», lanzado el 23 de junio de 2009, se convirtió en uno de los sencillos más vendidos de Demi, y alcanzó el número quince en el Billboard Hot 100. El segundo sencillo del álbum, «Remember December», fue lanzado el 17 de noviembre de 2009, pero solo logró llegar al número ochenta en Reino Unido.
La gira Summer Tour 2009 comenzó el 21 de junio de 2009 en Hartford, Connecticut y concluyó el 24 de agosto en Mánchester, Nuevo Hampshire, misma con la que regresaría el 29 de octubre en el Fall Tour con 3 conciertos más, debido a que se cancelaron tres fechas de su gira por razones desconocidas.
Lovato apareció en el disco Smile Kid de la banda We the Kings. El álbum fue lanzado el 8 de diciembre de 2009. En el álbum, contribuye como vocalista en el sencillo «We'll Be a Dream», lanzado en marzo de 2010. El vídeo musical de la canción fue lanzado el 22 de abril a través de MTV.

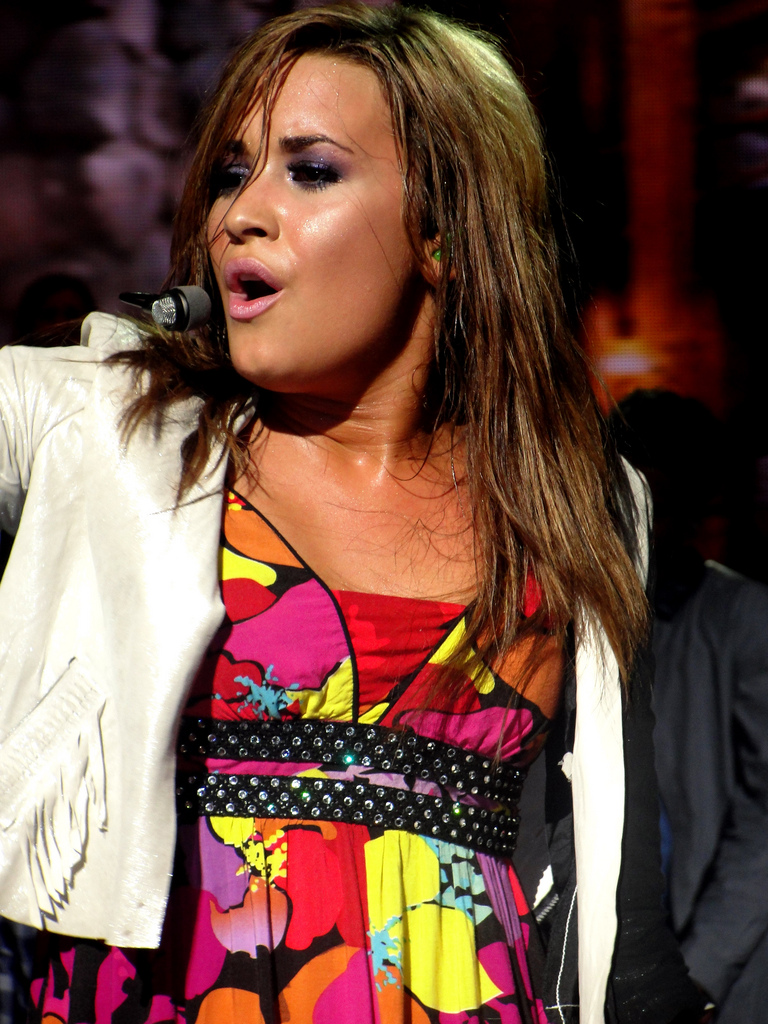
Demi interpretando «Brand New Day» junto al elenco Camp Rock 2: The Final Jam en 2010.

El 30 de marzo de 2010, se anunció a través de su página oficial de MySpace el South America Tour 2010, como su primera gira internacional de encabezada. La gira comenzó el 23 de mayo de 2010 en Santiago de Chile, y concluyó el 28 de mayo en São Paulo, Brasil. Los Jonas Brothers anunciaron su World Tour 2010 con Lovato y el elenco de Camp Rock 2: The Final Jam de invitados especiales. Durante la gira visitó varios países y continentes, incluyendo toda Norteamérica y algunos países de Sudamérica y Europa. La parte Americana de la gira comenzó en agosto de 2010 en Tinley Park, Illinois y la abandonó el 29 de octubre a raíz de su ingreso en rehabilitación, habiendo presentado 34 conciertos.
Lovato también aparece en dos álbumes de bandas sonoras en 2010. Grabó canciones para el álbum Camp Rock 2: The Final Jam, lanzado en agosto de 2010 debutando en el número tres en el Billboard 200 con más de 41 000 ejemplares de ventas solo la primera semana, hasta ahora en el Billboard 200 alcanzó alrededor de 300 000 copias. La banda sonora de su serie, Sonny with a Chance fue lanzada el 5 de octubre de 2010, desprendiendo principalmente el sencillo de la banda sonora, «Me, Myself and Time» que también sirvió para promocionar la línea de ropa del personaje de su serie, Sonny Munroe.

### 2011-2012:Unbroken
Demi declaró en julio de 2010 que el trabajo de su tercer álbum había comenzado, y dijo: «El nuevo álbum, hasta el momento tiene poco pop y más R&B. Es un poco más personal. Tiene un sonido diferente a lo que he hecho anteriormente y estoy realmente emocionada de ver cómo resulta. Keri Hilson y Rihanna son mi inspiración para el sonido de ahora. También he escrito la mitad de una canción en español. Resultó realmente increíble, así que espero que mis fans les encante también». El álbum planeaba lanzarse en la primavera de 2011 de acuerdo a una declaración, pero su ingreso a rehabilitación cambió la fecha.
Finalmente, el 12 de julio de 2011, fue lanzado el primer sencillo «Skyscraper» de su tercer álbum Unbroken lanzado el 20 de septiembre del 2011. El álbum vendió más de 96 000 copias en su primera semana, debutando en el número cuatro en Billboard 200. Hasta abril de 2013, vendió alrededor de 448 000 copias en los Estados Unidos. El 17 de septiembre de 2011, Demi hizo su primer show, después de su salida de rehabilitación en Nueva York y luego, el 23 de septiembre en Los Ángeles. Demi Lovato confirmó que realizaría una gira mundial para la promoción de Unbroken, titulada A Special Night with Demi Lovato, la cual empezó en la ciudad de Detroit el 16 de noviembre del 2011, y se extendería a 2012 por Iberoamérica. Su segundo sencillo iba a ser «Who's That Boy», pero debido al embarazo de la cantante Dev, se decidió que el segundo sencillo sería «Give Your Heart A Break».

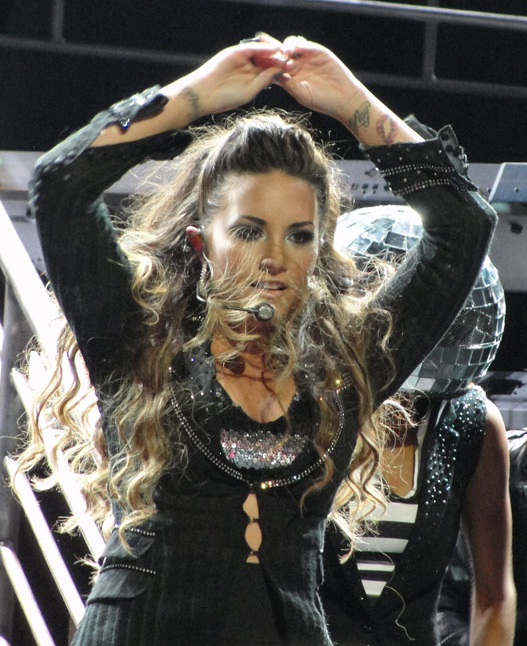
Demi cantando «All Night Long» en Nueva York en 2011.

Demi estuvo por primera vez en los Latin Grammy 2011, interpretando durante la entrega una canción en dueto «Solamente Tú» junto a Pablo Alborán, un gran apoyo para promocionar su más reciente álbum por Latinoamérica. Según la revista Billboard,  Lovato «se encuentra planeando para un futuro, un álbum completamente en español. Al parecer en el álbum se incluirán éxitos de Demi Lovato traducidas al español. No está confirmado si se dará esta gran sorpresa de lanzamiento, falta que la cantante lo confirme personalmente». En 2011, su itinerario musical estuvo bastante apretado, interpretó su tema «Skyscraper» en varios programas como America's Got Talent, Dancing with the Stars, Vh1 Do Something! Awards, entre otros.
Interpretó el himno nacional de los Estados Unidos en el Rangers Ballpark de Arlington, Texas, el lunes 24 de octubre de 2011 por la noche. Demi, en medio de su gira, se presentó el viernes 9 de diciembre en el evento Z100 Jingle Ball en Nueva York junto a Lady Gaga y Kelly Clarkson, Demi abrió el evento con su interpretación de «All Night Long». 
Además, fue una de las celebridades invitadas al Festival de Iquique de 2012, que se realiza anualmente en la ciudad Iquique de Chile en el Estadio Tierra de Campeones, el 4 de febrero del 2012, y durante el año continuó su gira con varias presentaciones en Estados Unidos, a la vez que grababa episodios para la segunda temporada de The X Factor.

### 2013-2014:Demi
El 4 de abril de 2012, anunció vía Twitter que se encontraba escribiendo para su cuarto álbum de estudio, diciendo que tenía «mucha emoción de empezar a escribir para mi cuarto álbum», y que «esta vez, no había frenos». Lovato dijo en una entrevista con KOKO POP UK en abril de 2012 que la música era su «máxima prioridad», pero que quería «conseguir las ganas de volver a actuar, así que ya veremos lo que viene después». En una entrevista con la revista Fabulous UK, Lovato dijo que no volverá a actuar hasta que no confíe en sí plenamente. «Tengo que tener seguridad de mi cuerpo antes de irme de nuevo frente a la cámara. Cualquier persona en la recuperación de un trastorno alimenticio se encuentra en la activación, y no estoy lista», afirmó.
El 1 de abril de 2013, confirmó que el álbum se titularía Demi y que se publicaría el 14 de mayo. El primer sencillo «Heart Attack» debutó en el número 12 en el Billboard Hot 100 de los Estados Unidos. En su primera semana vendió 215 000 copias y se convirtió en el tercer sencillo con más ventas en su primera semana en el 2013, solo detrás de «Suit & Tie» de Justin Timberlake, y «The Way» de Ariana Grande. La canción terminó alcanzando el puesto 10 del Hot 100, siendo la tercera entrada de Lovato a las diez más vendidas. Dentro de los créditos de composición y producción se encuentran The Suspex, Ryan Tedder, Carl Falk, Jonas Jeberg, Matt Rad y Rami Yacoub. Respecto al álbum, Lovato anticipó en una rueda de prensa: «¡Es mejor que cualquier cosa que he hecho! Experimenté con una variedad de sonidos diferentes y derramé mi corazón al componer estas canciones. ¡Tengo mucha emoción de que todos finalmente tengan la oportunidad de escucharlas!». «Made in the USA» fue el segundo sencillo, su vídeo musical fue codirigido por Lovato y se estrenó el 17 de julio de 2013. El 29 de septiembre de 2013, «Neon Lights» fue elegido como tercer sencillo del álbum. El 14 de mayo de 2014, «Really Don't Care» fue elegido como el cuarto y último sencillo del álbum, este contó con la colaboración de la cantante británica Cher Lloyd y se convirtió en el tercer hit número uno de Lovato en el Dance Club Songs y debutó en el Billboard Hot 100 en el número 98, antes de subir a la posición máxima en el número 26. Tiempo antes se anunció que Demi comenzaría una gira en 2014 por Estados Unidos y Canadá, teniendo de teloneras a Fifth Harmony, Little Mix y Cher Lloyd. La gira se llamaría «The Neon Lights Tour». Lovato anunció también fechas en México, Chile, Argentina, Ecuador y Brasil.
Prestó su voz al tema de la película The Mortal Instruments: City of Bones llamado «Heart By Heart», bajo el sello discográfico Republic Records. También le prestó su voz al tema principal de la película Frozen, llamado «Let It Go», con una versión más popular y juvenil, bajo el sello Walt Disney Records.
El 18 de mayo de 2014, fue lanzado «Somebody to You», el cuarto sencillo del álbum debut del grupo británico The Vamps, Meet the Vamps, en colaboración con Demi, siendo actualmente la canción más exitosa del grupo. El 29 de mayo, anunció su cuarta gira de conciertos (y primera gira mundial, que visitó 25 ciudades), el Demi World Tour. En noviembre de 2014, Lovato se presentó como acto de apertura en la etapa europea del Sex and Love Tour de Enrique Iglesias. También trabajó con Nick Jonas en una canción llamada «Avalanche», para su álbum homónimo lanzado en noviembre de 2014. Lovato colaboró en «Up», el segundo sencillo del cuarto álbum de estudio del cantante británico Olly Murs, Never Been Better.
Lovato lanzó una versión de lujo de su cuarto álbum de estudio, que incluyó 7 nuevas pistas, que consta de 4 actuaciones en vivo y 3 canciones. Una de estas canciones es la colaboración con Olly Murs titulada «Up», otra es la versión de Lovato de la canción «Let it Go» y la última una nueva canción titulada «I Hate You, Don't Leave Me». El 24 de diciembre de 2014 fue lanzadl el vídeo musical de su canción «Nightingale», como un regalo de Navidad para sus fanáticos.

### 2015-2016:Confident

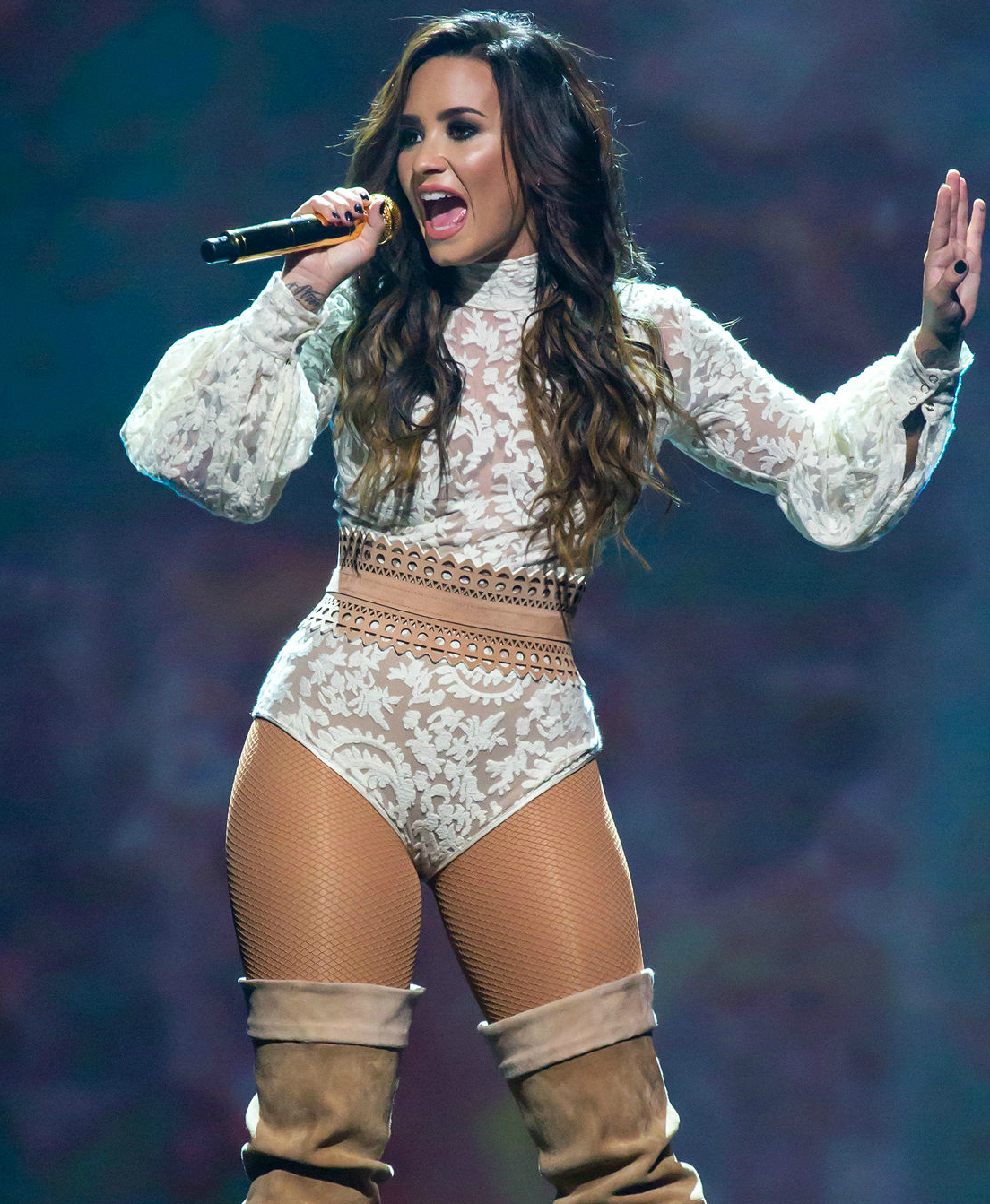
Lovato durante la gira Future Now Tour en septiembre de 2016.

El quinto álbum de Lovato, Confident, fue lanzado el 16 de octubre de 2015, y recibió críticas positivas de los expertos de la música. El álbum debutó en el número dos en el Billboard 200 con ventas de 98.000 copias en su primera semana. Durante la producción del álbum, Lovato comentó: «Ya he empezado a grabar para mi nuevo álbum, y tengo planes de grabar durante la gira. El sonido simplemente se convierte en todo lo que he sido y todo lo que quiero ser». Añadió: «Nunca he tenido tanta seguridad de mí como artista como cuando llegué a este álbum, no sólo por cosas personales, pero exactamente lo que yo quiero que sea mi sonido y lo que soy capaz de hacer y este álbum me dará la oportunidad de mostrar a la gente lo que realmente puedo hacer». En mayo de 2015, Billboard reveló que Lovato estuvo en el proceso de iniciar un contrato con un nuevo sello discográfico, Island Records y crear uno, Safehouse Records, de la que será copropietaria. El sello será una alianza entre ella, Nick Jonas, y el mánager de Lovato Phil McIntyre, y formará parte de un nuevo acuerdo de colaboración con el sello discográfico Island Records. Confident fue lanzado a través del nuevo acuerdo compartido. Esta fue la segunda empresa de Lovato con varias etiquetas en su carrera; era antes parte de Jonas Records, una asociación de UMG/Hollywood/Jonas Brothers, la cual ya esta desaparecida. La asociación creada para lanzar Confident fue UMG/Hollywood/Island. Lovato terminó su contrato con Hollywood Records en diciembre de 2015.
El 1 de julio de 2015 fue lanzado el primer sencillo de Confident titulado «Cool for the Summer», el cual alcanzó el número 11 en el Billboard Hot 100. El 18 de septiembre de 2015, la canción «Confident» fue lanzada como el segundo sencillo del álbum, este alcanzó el número 21 en la lista ya mencionada. El 17 de octubre de 2015, Demi realizó un medley de «Cool for the Summer» y «Confident» además de interpretar «Stone Cold» en Saturday Night Live durante la cuadragésima primera temporada.
Lovato colaboró en el relanzamiento de «Irresistible», el cuarto sencillo del sexto álbum de estudio de Fall Out Boy, American Beauty/American Psycho. Fue lanzado el vídeo musical de su canción R&B «Waitin for You», con la rapera estadounidense Sirah el 22 de octubre de 2015. El 26 de octubre de 2015, anunció junto a Nick Jonas su gira en conjunto en el Future Now Tour, visitando 44 ciudades de los Estados Unidos, también se confirmaron 6 fechas para Brasil. El 11 de diciembre de 2015 se le premió con el primer 'Rulebreaker Award' de Billboard por ser una verdadera fuerza en la industria de la música, así como un artista que está plenamente en control de su carrera durante el uso de su historia personal para inspirar y empoderar a otros.
El 31 de octubre de 2015, Lovato interpretó el himno nacional de los Estados Unidos en el partido final entre New York Mets y Kansas City Royals. La presentación fue ovacionada por todos los presentes. Un comentarista llegó a decir que «fue la mejor interpretación del himno que jamás haya visto». Demi también recibió muchos elogios por parte de otros artistas en las redes sociales. Entre ellos Miley Cyrus, quien tuiteó que Demi había hecho «un gran trabajo» y «puso a temblar» a todos. Los entrevistadores Elvis Duran y Josh Groban también elogiaron públicamente a la artista.[cita requerida]
Durante noviembre de 2015, se dio a conocer que Lovato participaría en la película Charming, al igual que se le dio la responsabilidad de estar en la producción de la banda sonora de la película, la cual salió al aire en 2016. Entre los cantantes que trabajaron con Lovato en lo musical se encuentran; Avril Lavigne, Ashley Tisdale, G.E.M., Sia y Patrick Stump. El 5 de enero de 2016, salió a la luz el vídeo musical de la canción «Irresistible».

### 2017-2018:Tell Me You Love Me

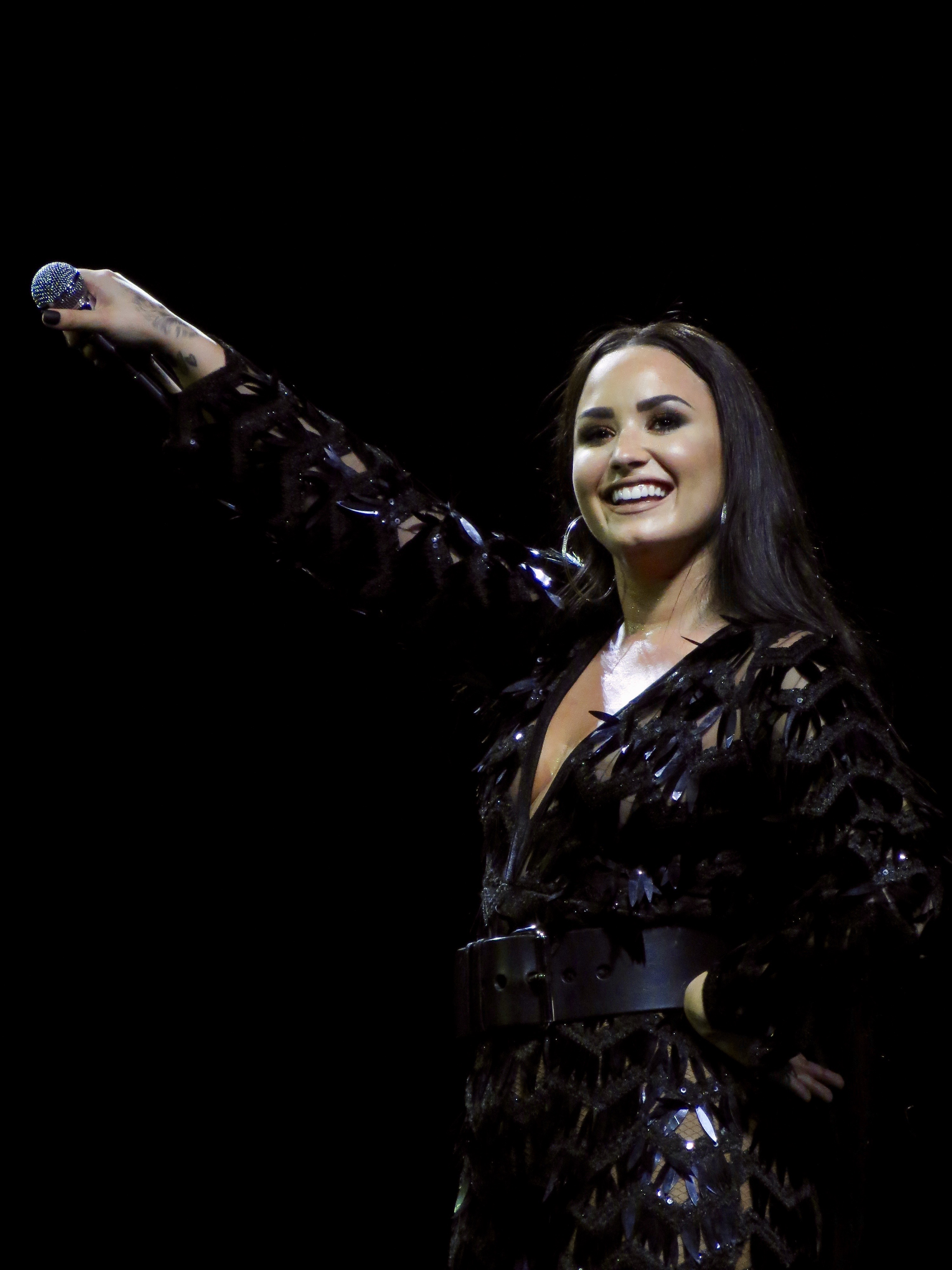
Lovato actuando en Glasgow, Escocia en la gira Tell Me You Love Me World Tour en junio de 2018.

En febrero de 2017, Lovato estuvo a cargo de la producción ejecutiva de un documental, Beyond Silence, que sigue a tres personas y sus experiencias con enfermedades mentales como el trastorno bipolar, la esquizofrenia, la depresión y la ansiedad. Lovato apareció en la canción «No Promises» de Cheat Codes, lanzada en marzo de 2017, e «Instruction» de Jax Jones junto con Stefflon Don, lanzada en junio de 2017. En 2017, Lovato se incluyó en la lista anual de Time de las 100 personas más influyentes. El 8 de mayo de 2017, anunció una colaboración con la línea de ropa deportiva Fabletics para apoyar la iniciativa de las Naciones Unidas, Girl Up.
En julio de 2017, fue lanzado «Sorry Not Sorry» como el primer sencillo de su sexto álbum, que se convirtió en su canción más alta en Nueva Zelanda y los Estados Unidos en el número 6 y Australia en el número 8. El álbum titulado Tell Me You Love Me, salió a la venta el 29 de septiembre y se estrenó en el número tres de la lista Billboard 200 de EE. UU. Con ventas de 48,000 copias en la primera semana. Recibió críticas positivas de los críticos musicales. El 17 de octubre, Lovato lanzó un documental titulado Demi Lovato: Simply Complicated para YouTube. El 26 de octubre de 2017, Lovato y DJ Khaled anunciaron que se embarcarían en una gira denominada Tell Me You Love Me World Tour. 
El 17 de noviembre de 2017, fue lanzada la canción titulada «Échame la culpa» con el puertorriqueño Luis Fonsi, la cual logró un gran éxito. Luego, en marzo de 2018, Demi colaboró con DJ Khaled en la canción «I Believe» para la película A Wrinkle in Time. En mayo de 2018, tras especulaciones, hizo su gran sueño, cantar con Christina Aguilera en un dúo para el álbum Liberation llamado «Fall in Line», que trata sobre el feminismo. Presentaron el sencillo en los Billboard Music Award del 2018 siendo la actuación más esperada por el público. En el mismo mes, sacó su colaboración con Clean Bandit llamada «Solo», una canción más veraniega y movida comparada con su álbum y sus trabajos de este año. En junio de 2018, lanzó «Sober», una canción que trata sobre su lucha contra el alcoholismo y el hecho de haber recaído en esta adicción de la cual se consideraba sana desde el 15 de marzo de 2012.

### 2019-2021:Dancing with the Devil... the Art of Starting Over
El 11 de mayo de 2019, Lovato reveló que había firmado con un nuevo gerente, Scooter Braun. Lovato compartió que «no podría estar más feliz, con tanta inspiración y emoción de comenzar este próximo capítulo en su vida». En agosto de 2019, se reveló que Lovato aparecería en Eurovision Song Contest: The Story of Fire Saga, una película original de Netflix, dirigida por David Dobkin, basada en la competencia de canciones del mismo nombre. La película se estrenó finalmente el 26 de junio de 2020 y fue protagonizada por Will Ferrell y Rachel McAdams. Esto marcó el regreso a la actuación de Lovato desde su participación especial en Glee en 2013 y su primer papel cinematográfico desde Camp Rock 2: The Final Jam en 2010. Más adelante en el mes, después de burlarse de que había estado trabajando en un nuevo proyecto, Lovato reveló su regreso a la televisión con un papel de invitada recurrente en la última temporada de la comedia de NBC Will & Grace, donde interpretó a la sustituta de Will llamada Jenny. Lovato anunció un programa de entrevistas, Pillow Talk With Demi Lovato, su transmisión en la nueva plataforma de video Quibi, que desde entonces ha vendido su contenido a Roku. El programa, contó con diez episodios y con conversaciones sinceras y sin filtros entre Lovato e invitados tanto expertos como famosos, explorando temas como el activismo, positividad corporal, identidad de género, sexo, relaciones sociales, medios y bienestar. En enero de 2021, se anunció que Lovato formaría parte del elenco y la producción ejecutiva de una serie de televisión de comedia de cámara única de NBC Entertainment titulada Hungry, que seguiría a «amigos que pertenecen a un grupo de problemas alimentarios mientras se ayudan entre sí busca el amor, el éxito y lo perfecto en el frigorífico que hará que todo sea mejor».
En enero de 2020, Lovato hizo su primera aparición musical desde su pausa con una presentación del sencillo «Anyone» en la 62.ª edición de los premios Grammy. La canción, que fue grabada cuatro días antes de su sobredosis de drogas de 2018, fue lanzada en iTunes inmediatamente después. El 2 de febrero de 2020, Lovato interpretó el himno nacional de los Estados Unidos en el Super Bowl LIV. El 6 de marzo fue lanzado su nuevo sencillo titulado «I Love Me». El lanzamiento se complementó con una aparición en The Ellen DeGeneres Show. El 16 de abril, lanzó una colaboración titulada «I'm Ready», junto a Sam Smith. Un remix de «Lonely Hearts» de la cantante JoJo con Lovato fue lanzado el 28 de agosto de 2020. En los MTV Video Music Awards 2020, Lovato recibió dos nominaciones por su canción «I Love Me», convirtiéndose en la primera artista en la historia de los VMA en recibir una nominación cada año durante ocho años consecutivos. El 10 de septiembre, lanzó una colaboración con el DJ estadounidense, Marshmello, titulada «OK Not to Be OK», en asociación con el movimiento de prevención del suicidio Hope For The Day. El 30 de septiembre de 2020, lanzó «Still Have Me» a través de Twitter. Esto fue lanzado más tarde en plataformas digitales. El 14 de octubre, lanzó una balada política titulada «Commander in Chief», antes de las elecciones presidenciales de 2020. Presentó la 46.ª edición de los People's Choice Awards el 15 de noviembre de 2020. El 20 de noviembre, apareció en una canción titulada «My Reputation» del rapero estadounidense Young Jeezy, que aparece en su álbum The Recession 2. El 4 de diciembre, Lovato apareció en un remix de la canción «Monsters» de la banda de rock All Time Low, junto a Blackbear. Demi actuó durante Celebrating America, el especial de televisión en horario estelar que marcó la inauguración presidencial de Joe Biden. Lovato cantó «Lovely Day» (1977) de Bill Withers, con apariciones del presidente Joe Biden con su nieto.
Una serie documental de cuatro partes que sigue la vida de Lovato se estrenó en YouTube en marzo de 2021. La serie, titulada Demi Lovato: Dancing with the Devil, fue dirigida por Michael D. Ratner y mostró su viaje personal y musical durante los últimos tres años. Más tarde se anunció que el séptimo álbum de estudio de Lovato, titulado Dancing with the Devil... The Art of Starting Over, se lanzaría el 2 de abril de 2021. Lovato lo definió como «la banda sonora no oficial del documental». El álbum incluye colaboraciones con Ariana Grande, Noah Cyrus y Saweetie, así como el publicado anteriormente «What Other People Say», una colaboración entre Lovato y el cantautor australiano Sam Fischer, lanzado inicialmente el 4 de febrero de 2021. Dancing with the Devil... the Art of Starting Over debutó en el número dos en el Billboard 200 con ventas en la primera semana de 74.000 unidades equivalentes a álbumes en los Estados Unidos. Lovato lanzó la canción principal «Dancing with the Devil» el 26 de marzo, y «Met Him Last Night» el 1 de abril de 2021. Fue lanzada su propia serie de podcasts titulada 4D with Demi Lovato el 19 de mayo de 2021, con nuevos episodios lanzados todos los miércoles. Entre los invitados para el podcast se incluyen: Chelsea Handler, Jane Fonda, Jameela Jamil, Alok Vaid-Menon y Glennon Doyle. El 30 de julio de 2021, se lanzó un programa de entrevistas titulado The Demi Lovato Show en la plataforma de transmisión de Roku. Consiste en episodios de diez minutos, presenta conversaciones sinceras y sin filtros entre Lovato e invitados tanto expertos como famosos, explorando temas como el activismo, la positividad corporal, la identidad de género, el sexo, las relaciones, las redes sociales y el bienestar. El programa se había anunciado inicialmente en febrero de 2020 para transmitirse en Quibi bajo el título Pillow Talk with Demi Lovato antes de que Quibi vendiera su contenido a Roku.

### 2022-2024:Holy Fvcky álbum recopilatorio

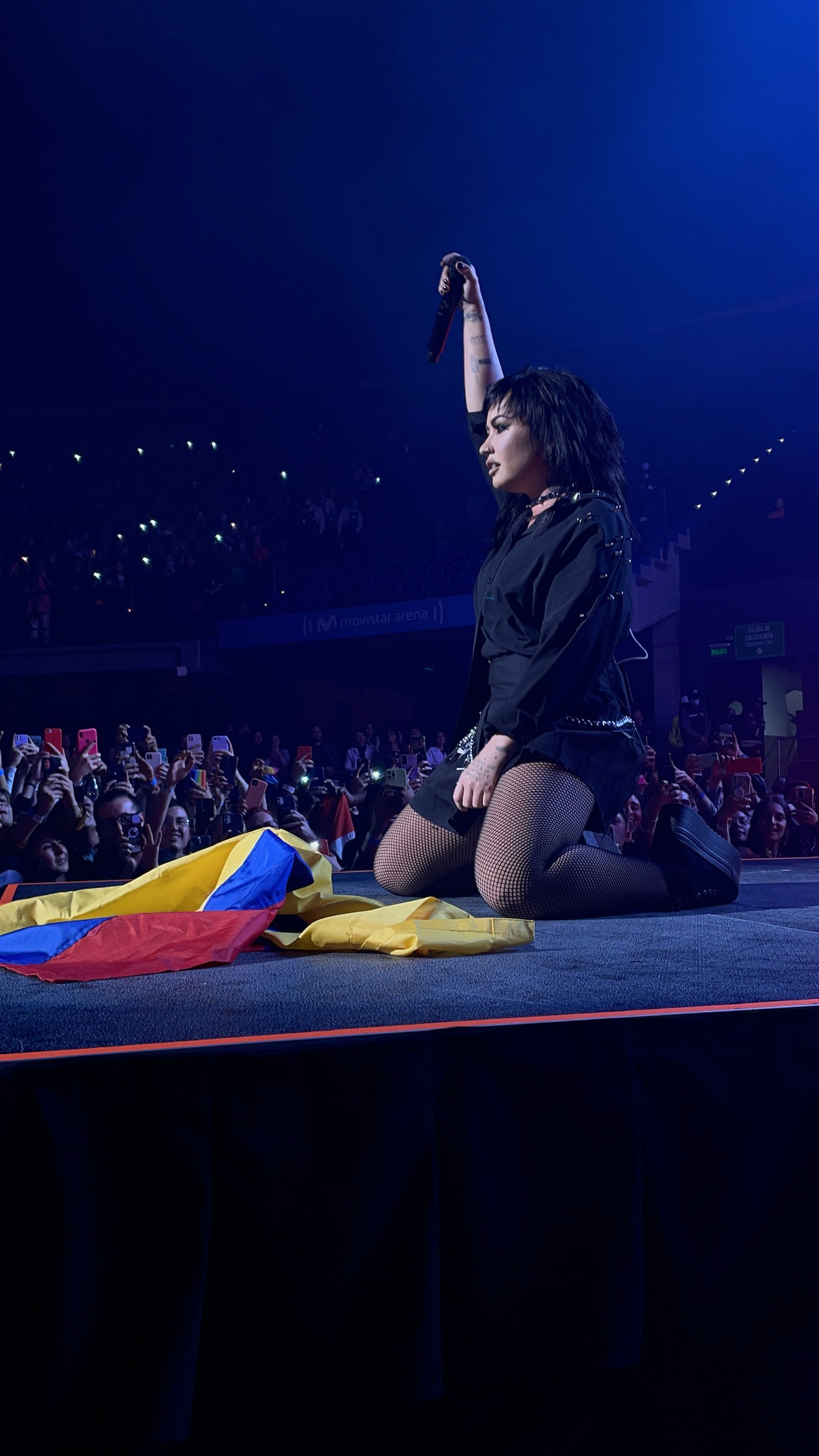
Lovato presentándose en Bogotá en su Holy Fvck Tour en septiembre de 2022

A comienzos del año 2022, Lovato comenzó a compartir, a través de redes sociales, adelantos de su octavo álbum de estudio Holy Fvck, el cual fue lanzado el 19 de agosto del mismo año. El álbum marca su retorno al género punk rock, explorado en sus dos primeros álbumes de estudio, Don't Forget (2008) y Here We Go Again (2009). El 23 de mayo anunció el sencillo principal de Holy Fvck, «Skin of My Teeth», y confirmó su lanzamiento para el 10 de junio. Fue presentado por primera vez en The Tonight Show Starring Jimmy Fallon. El día 15 de julio fue publicado el segundo sencillo, «Substance». Dos días antes del lanzamiento del álbum, fue lanzado el tercer y último sencillo, «29». La gira musical del disco, titulada Holy Fvck Tour, con 32 conciertos, pasó entre agosto y noviembre por Estados Unidos, Canadá y países de América Latina. En agosto de 2022, la Autoridad de Normas de Publicidad prohibió en el Reino Unido un cartel que anunciaba el álbum y mostraba a Lovato con un atuendo de estilo bondage acostado sobre un crucifijo acolchado por ser "probable que ofenda gravemente a los cristianos".
El 15 de febrero de 2023, horas después del lanzamiento de un adelanto, se confirmó que Lovato aparecería en la banda sonora de Scream VI, en el sencillo promocional titulado «Still Alive». Se estrenó el 3 de marzo. Después de interpretar una versión rock de su canción de 2013 «Heart Attack» durante la gira, Lovato la lanzó oficialmente con voces regrabadas el 24 de marzo. En los meses siguientes, continuó lanzando versiones rock de sus 20 éxitos anteriores, «Cool for the Summer» y «Sorry Not Sorry» (este último con el guitarrista Slash), con un "sonido más oscuro respaldado por guitarras eléctricas y una entrega de letras más valiente de Lovato". Forbes dijo que volver a grabar sus éxitos como "himnos de rock" es un "movimiento comercial brillante" y afirmó que "muestra su versatilidad artística y demuestra su voluntad de evolucionar como artista". El 22 de junio, lanzó por sorpresa la canción «Swine» como una canción de protesta dos días antes del primer aniversario de la Corte Suprema de los Estados Unidos de anular Roe v. Wade.
El 14 de julio de 2023, acompañando el lanzamiento de la versión rock de "Sorry Not Sorry", anunció su primer álbum recopilatorio titulado Revamped, que contará con diez regrabaciones de canciones anteriores en formato rock, cuyo lanzamiento está previsto para el 15 de septiembre de 2023. En un comunicado de prensa, dijo: "Dar nueva vida a las canciones que jugaron un papel tan importante en mi carrera me ha permitido sentirme mucho más cerca de mi música que nunca". El 4 de agosto, se lanzó el cuarto remix de la canción «Eve, Psyche & the Bluebeard's Wife» del grupo Le Sserafim, que contó con la participación de Lovato.El 15 de agosto de 2024, Lovato colaboró con la banda mexicana Grupo Firme, titulada «Chula».El 27 de septiembre, Lovato debuta como directora en el documental de Hulu Child Star.

### 2025-presente: Noveno álbum de estudio, Tow y libro de cocina
En octubre de 2024, Lovato reveló que estaba trabajando en su próximo álbum de estudio describiendo que no será "tan rockero del todo": "he pasado todo el año explorando sonidos", añadió "sólo he escrito canciones sexys y de amor porque es en el lugar en el que me encuentro ahora". Lovato protagonizó junto a Rose Byrne, Dominic Sessa, Ariana DeBose, y Octavia Spencer la película Tow que fue dirigida por Stephanie Laing, el estreno se realizó durante el Festival de Cine de Tribeca el 7 de junio de 2025, Lovato representó a Nova, una mujer sin hogar embarazada; la película recibió críticas positivas. 
Lovato lanzará su propio libro de recetas One Plate at a Time en marzo de 2026, será publicado por Flatiron Books e impreso por Macmillan Publishers.
El 1 de agosto de 2025 lanzó Fast, el primer sencillo de su noveno álbum de estudio, es una canción electro pop de beats rápidos que hace recordar canciones de su propia discografía como Neon Lights, el videoclip muestra una Demi totalmente renovada, libre de cicatrices del pasado e imperturbable ante el caos, define la tonalidad de su nueva era emergiendo como una hoja en blanco.

## Arte

### Influencias
Lovato ha citado con frecuencia a «vocalistas poderosas» como Christina Aguilera, Kelly Clarkson, Whitney Houston y Aretha Franklin como principales influencias musicales y vocales. «Tengo mucho respeto por Whitney Houston y Christina Aguilera», afirmó. Acerca de su admiración por Clarkson, dijo: «Pienso que ella es un gran modelo a seguir. Siento que estableció un gran ejemplo y es extremadamente talentosa». Lovato también dijo que «tenía una obsesión con Kelly Clarkson en su niñez, e incluso tenía un nombre de usuario de AOL, llamado Little Kelly», inspirado en la cantante.
Sus otras influencias o inspiraciones incluyen Britney Spears, Rihanna, JoJo, Keri Hilson, Jennifer Lopez, Gladys Knight, Alexz Johnson, Billie Holiday, las Spice Girls, y Billy Gilman. Acerca de Gilman, dijo: «Tenía el mismo rango de voz cuando era joven. Practicaba con sus canciones todo el tiempo». En su adolescencia, Lovato escuchaba heavy metal, incluidas bandas como The Devil Wears Prada, Job for a Cowboy, Maylene and the Sons of Disaster y Bring Me the Horizon. Ha dicho que la composición de John Mayer en particular ha sido una «gran influencia» en la suya, y que tras el lanzamiento de Unbroken, su estilo musical se desplazó hacia el hip hop y el R&B. Tras el lanzamiento de la canción «Without a Fight» del cantante de música country Brad Paisley con Lovato, citó el género country como una fuerte influencia musical en toda su vida, ya que «creció escuchando country» y su madre «era una cantante de country».
La gira The Neon Lights Tour de Lovato fue «inspirada por Beyoncé» y específicamente su álbum visual homónimo de 2013 con respecto a las imágenes que se muestran en la pantalla. Además, Lovato reveló que su sexto álbum de estudio, Tell Me You Love Me, fue inspirado por Aguilera. Lovato dijo: «Crecí escuchando a Christina Aguilera. Ella era una de mis ídolos mientras crecía. Aún lo es. Su voz es increíble, y en Stripped realmente lo escuchaste. Creo que fue su álbum revelación lo que realmente la transformó» en el ícono que es hoy. Eso me inspiró… ella realmente inspiró este álbum. ¡Incluso me inspiré en la obra de arte en blanco y negro!».

### Voz
A lo largo de su carrera, Lovato ha recibido elogios de la crítica por sus habilidades para el canto. Con respecto a sus voces en Don't Forget, Nick Levine de Digital Spy declaró, «[es] ciertamente una cantante más fuerte que los Jonases. De hecho, las interpretaciones vocales con mucho cuerpo [de Lovato] son consistentemente impresionantes». Becky Brain de Idolator comentó que Lovato tiene una «voz asesina y el material de primera para darle un buen uso». Según Sophie Schillaci de The Hollywood Reporter, Lovato «tiene una voz que puede silenciar incluso a los críticos más duros». En su reseña del segundo álbum de estudio de Lovato Here We Go Again, Jeff Miers de The Buffalo News declaró: «A diferencia de tantos de [sus] compañeros de Disney, Lovato realmente puede cantar... [y es] refrescante [no necesitan auto-tune] para enmascarar cualquier falta de habilidad natural».
Al comentar sobre trabajar con Lovato en su tercer álbum de estudio Unbroken, Ryan Tedder dijo que Lovato «¡me dejó boquiabierto vocalmente! No tenía idea de lo buena que es su voz. [Lovato es] uno de los mejores cantantes con quien he alguna vez trabajado. Literalmente, así de bueno ... quiero decir, [son] un vocalista del nivel de Kelly Clarkson. Y Kelly tiene un par de tubos». También comentó sobre su trabajo juntos en la canción «Neon Lights» de su cuarto álbum de estudio, diciendo «Lovato tiene uno de los rangos más grandes, posiblemente el cantante de voz más alto con el que he trabajado». Tamsyn Wilce de Alter the Press comentó sobre su voz en Demi, afirmando que «muestra cuán fuertes son las cuerdas vocales [de Lovato] y la variación de estilos que puede trabajar completamente para hacer [las suyas]».
En una revisión del The Neon Lights Tour, Mike Wass de Idolator comentó que «no necesitas distracciones brillantes cuando puedes cantar canciones como [Lovato] y conectarte con la multitud a un nivel tan emocional». En una revisión del Demi World Tour, Marielle Wakim de la revista Los Ángeles elogió la voz de Lovato y comentó: «Para aquellos que no se han molestado en seguir la carrera de Lovato, saquemos algo del camino: [Lovato] puede cantar. A los 22 años, [su] rango vocal es asombroso». Wakim continuó describiendo la voz de Lovato como «espectacular».
Lovato recibió elogios por su interpretación de «The Star-Spangled Banner» en el Super Bowl LIV en 2020. Patrick Ryan de USA Today afirmó que ofreció una «interpretación impecable» y describió a Lovato como «una de las mejores vocalistas de la industria actual». Continuó señalando que Lovato «tocó todas las notas altas con facilidad» y finalmente «incluso agregó algunos de [sus] propios riffs» que, según él, dieron como resultado «una interpretación única y fenomenal» propia.

## Otros emprendimientos

### Activismo y filantropía

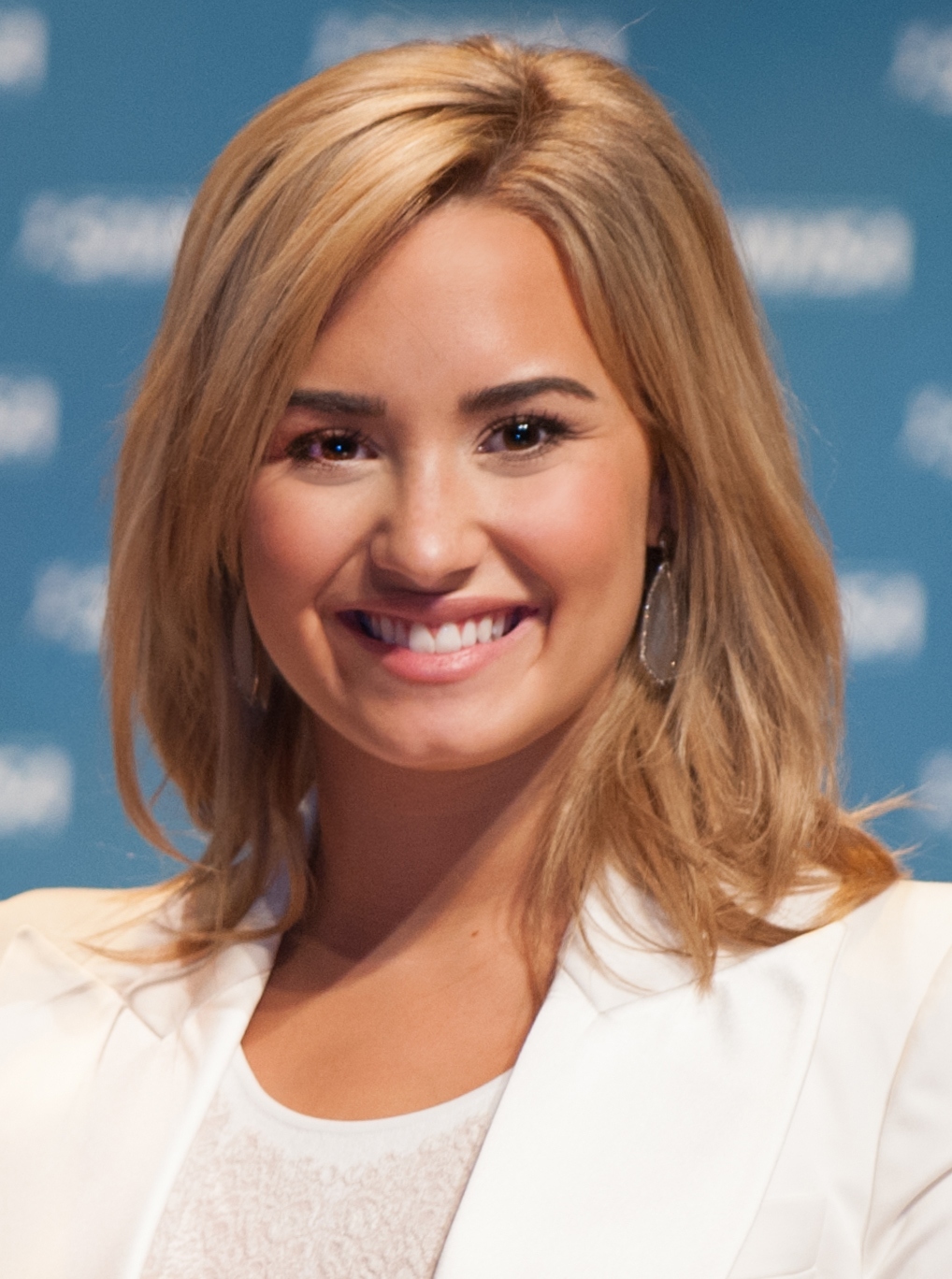
Lovato en el Día Nacional de Concientización sobre la Salud Mental Infantil de SAMHSA en mayo de 2013.

El trabajo de Lovato como activista por los derechos LGBT ha sido reconocido por GLAAD, que le otorgó el Premio Vanguard en 2016. Cuando se apeló la Ley de Defensa del Matrimonio en junio de 2013, Lovato celebró la ocasión en las redes sociales. Lovato ha afirmado previamente su apoyo a la comunidad LGBT: «Creo en el matrimonio igualitario, creo en la igualdad. Creo que hay mucha hipocresía con la religión. Pero descubrí que puedes tener tu propia relación con Dios» y todavía tengo mucha fe». En mayo de 2014, Lovato fue nombrada artista principal de la Semana del Orgullo de Nueva York y Gran Mariscal del Desfile del Orgullo de Los Ángeles, donde luego filmaron el video musical de «Really Don't Care». Lovato se convirtió en el rostro de America's for Marriage Equality de Human Rights Campaign en 2015. En junio de 2016, Lovato participó en un video publicado por Human Rights Campaign en honor a las víctimas del tiroteo en el club nocturno de Orlando.
Lovato también ha creado conciencia sobre los problemas de salud y salud mental. Por sus esfuerzos para luchar contra el estigma de la salud mental, fue honrada con el Premio Artístico al Valor por el Instituto Jane y Terry Semel. En mayo de 2009, Lovato fue nombrada Embajadora Honoraria de Educación por la Asociación Estadounidense para los Trastornos Eosinofílicos. En diciembre de 2011, Lovato condenó a Disney Channel por transmitir episodios de Shake It Up y So Random! en el que los personajes bromeaban sobre los trastornos alimentarios. Posteriormente, la red emitió una disculpa y eliminó los episodios de sus servicios de transmisión y video a pedido. En mayo de 2013, fue citada por su dedicación a la orientación de adolescentes y adultos jóvenes con problemas de salud mental en el Día Nacional de Concientización sobre la Salud Mental Infantil organizado por la Administración de Servicios de Salud Mental y Abuso de Sustancias en Washington. Lovato ha pagado los costos de tratamiento para pacientes con enfermedades mentales a través del Programa de becas de tratamiento de Lovato, llamado así por su difunto padre, desde 2013. Su discurso en la Convención Nacional Demócrata de 2016 se centró en crear conciencia sobre la salud mental. En septiembre de 2017, Lovato fue nombrada embajadora de Global Citizen por defender la salud mental de miles de niños desplazados dentro de Irak y otras comunidades y ayudó a «financiar la expansión de un programa piloto de Save the Children, curación y educación a través de las artes, para jóvenes con cicatrices de violencia que viven alrededor de la gobernación de Kirkuk y Saladino, Irak». En abril de 2020, Lovato se unió a una campaña de salud mental en apoyo de la organización benéfica irlandesa SpunOut.ie para lanzar The Mental Health Fund, que está recaudando dinero para apoyar la salud mental.
Lovato se identifica como feminista. En una entrevista de 2017 con la revista Dolly, explicó que «el feminismo [...] no tiene que significar quemar sostenes y odiar a los hombres», sino «defender la igualdad de género y tratar de empoderar a nuestra juventud. Y mostrarles a las mujeres que puedes abrazar tu sexualidad y mereces tener confianza y no necesitas ajustarte a los puntos de vista de la sociedad sobre cómo deben ser las mujeres o cómo debes vestirte. Entonces, creo que solo se trata de apoyar a otras mujeres y empoderar a otras mujeres». En mayo de 2017, Lovato se asoció con Fabletics para crear una colección de ropa deportiva de edición limitada para la campaña Girl Up de la Fundación de las Naciones Unidas para financiar programas para «las adolescentes más marginadas del mundo».
Lovato es una defensora vocal contra el acoso escolar. En octubre de 2010, se desempeñó como portavoz de la organización antiacoso PACER y apareció en America's Next Top Model para hablar en contra del acoso escolar. Lovato participó en la campaña de promoción escolar «A Day Made Better» y ha apoyado a DonateMyDress.org, Kids Wish Network, Love Our Children USA, St. Jude Children's Research Hospital y City of Hope. En abril de 2012, se convirtió en editora colaboradora de la revista Seventeen, describiendo sus luchas personales a sus lectoras adolescentes. En septiembre de 2012, Lovato fue nombrada embajadora de Mean Stinks, una campaña enfocada en eliminar el acoso escolar por parte de las niñas.
Lovato es políticamente activa, a menudo hablando en contra de la violencia armada y la injusticia racial. En enero de 2010, apareció en un anuncio de servicio público de Voto Latino para promover la campaña «Be Counted» de la organización antes del Censo de Estados Unidos de 2010. En junio de 2016, Lovato firmó una carta abierta de Billboard instando a la reforma de armas y actuó en el mitin contra la violencia armada March for Our Lives en Washington D. C. en marzo de 2018. En mayo de 2020, Lovato condenó la brutalidad policial y los oficiales responsables del asesinato de George Floyd y el tiroteo de Breonna Taylor. Compartió recursos para apoyar el movimiento Black Lives Matter y las empresas de propiedad de negros y denunció el privilegio de los blancos.
A lo largo de su carrera, Lovato ha donado y se ha asociado con varias organizaciones benéficas. En 2009, grabó el tema musical «Send It On» con los Jonas Brothers, Miley Cyrus y Selena Gomez para el programa Friends for Change de Disney. La canción debutó en el Billboard Hot 100 en el número 20, y sus ganancias se dirigieron a organizaciones benéficas ambientales a través de Disney Worldwide Conservation Fund. Lovato y Joe Jonas grabaron la canción «Make a Wave» para la organización benéfica en marzo de 2010. En agosto de 2013, viajaó a Kenia por su 21 cumpleaños para participar en un programa de la organización benéfica internacional Free the Children. Regresó a Kenia en enero de 2017 con We Movement para trabajar con mujeres y niños. En marzo de 2017, como celebración de su quinto aniversario de sobriedad, Lovato donó dinero a organizaciones benéficas con sede en Los Ángeles que se especializan en derechos de animales, LGBT y adopción. En agosto de 2017, Lovato donó $50000 para el alivio del huracán Harvey y comenzó un fondo con Nick Jonas, DNCE y su entonces mánager Phil McIntyre. La segunda colección de ropa deportiva de edición limitada de Lovato con Fabletics, lanzada en junio de 2020, comprometió hasta $125,000 en ganancias para los esfuerzos de alivio de la pandemia de COVID-19. Como portavoz de Join the Surge Campaign, DoSomething.Org y Joining the Surge de Clean & Clear, han alentado a los fanáticos a tomar medidas en sus propias comunidades.
En septiembre de 2021, Lovato actuó desde el Teatro Griego de Los Ángeles para crear conciencia sobre las diferentes crisis que atraviesa el mundo y promover la unidad global, como parte de la organización Global Citizen Live.

### Productos y avales

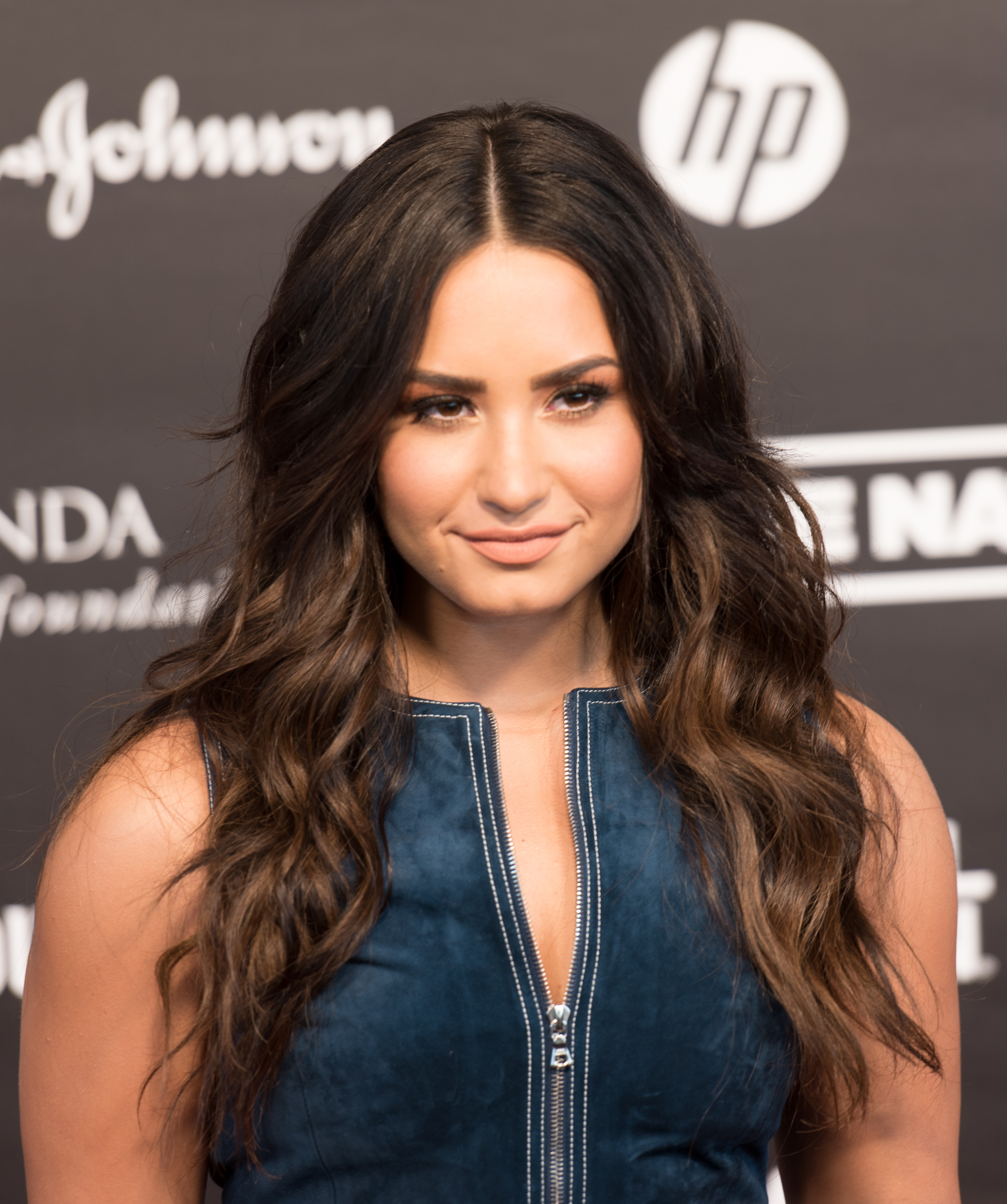
Lovato en el Global Citizen Festival en Hamburgo en julio de 2017.

De 2014 a 2016, Lovato fue la cara de la marca de calzado Skechers. Se asoció con Shazam en el Demi World Tour en 2014. Lovato lanzó su línea de cuidado de la piel Devonne by Demi en diciembre del mismo año. Además, se convirtió en la primera embajadora de la marca de maquillaje NYC New York Color en 2015. Ese año, Lovato promocionó The Radiant Collection para Tampax por «empoderar a las mujeres de todas las edades para que se mantengan intrépidas y usen lo que quieren en cualquier momento del mes». En junio de 2016, Lovato se asoció con el servicio de transmisión Tidal para transmitir en vivo la primera fecha de su Future Now Tour con Nick Jonas. Desde 2017, Lovato ha lanzado colecciones de ropa deportiva con la marca de ropa deportiva femenina Fabletics para recaudar dinero para organizaciones como la campaña Girl Up de la Fundación de las Naciones Unidas y los esfuerzos de ayuda de COVID-19. También en 2017, actuó en una cena organizada por la empresa de joyería Bulgari para celebrar la apertura de la tienda insignia de la marca en la Quinta Avenida en la ciudad de Nueva York.
Lovato se convirtió en embajadora de marca de la empresa de audio JBL en 2017 y de la empresa de tazas Ember en 2018. Ese año, protagonizó la campaña «Finding Balance» de CORE Hydration; se había convertido en inversor inicial de CORE Hydration después de descubrir la marca por primera vez en 2015. Los productos Jaguar, JBL, Lyft, Ferrari, TikTok y Samsung han aparecido en los videos musicales de Lovato. También apareció en comerciales de Skechers, Acuvue, Apple y Fabletics. En 2019, Dior usó la canción de Lovato «Only Forever» de su álbum Tell Me You Love Me en una serie de comerciales y publicaciones en las redes sociales para promocionar la colección de maquillaje «Dior Forever» de la marca; Posteriormente, la marca utilizó la canción de Lovato «Confident» en marzo de 2021 para promover una nueva base «Dior Forever» en una serie de campañas en las redes sociales. Desde septiembre de 2020, Lovato se ha desempeñado como portavoz de salud mental para la empresa de terapia móvil y en línea Talkspace. En noviembre de 2021, Lovato anunció el lanzamiento de su propio vibrador, llamado Demi Wand, en asociación con Bellesa. El mismo mes, se convirtió en la primera embajadora famosa de Gaia, Inc.; este respaldo atrajo críticas de los fanáticos y los medios debido a los contenidos de la plataforma, que se describen ampliamente como que promueven teorías de conspiración.

## Vida personal

### Residencia
El 20 de agosto de 2010, cuando cumplió 18 años, Lovato compró una casa de estilo mediterráneo en Los Ángeles para su familia. Dijo: «Para mí, dar eso a mi familia en mi cumpleaños fue el mejor regalo», y añadió: «Tiene casi todo lo que se pueda imaginar, es la más hermosa casa, me encanta». Sin embargo, decidió vivir en una «casa sobria» en Los Ángeles después de salir de rehabilitación en enero de 2011. En septiembre de 2016, Lovato compró una casa en Laurel Canyon en Los Ángeles por $8,3 millones, que vendió en junio de 2020 por $8,25 millones. En septiembre de 2020, compró una casa de Studio City en Los Ángeles por $7 millones.

### Aficiones
Lovato comenzó a entrenar en jiu-jitsu brasileño, un arte marcial derivado del jujutsu, en 2016.  Está clasificada como cinturón azul desde 2019.

### Relaciones y sexualidad

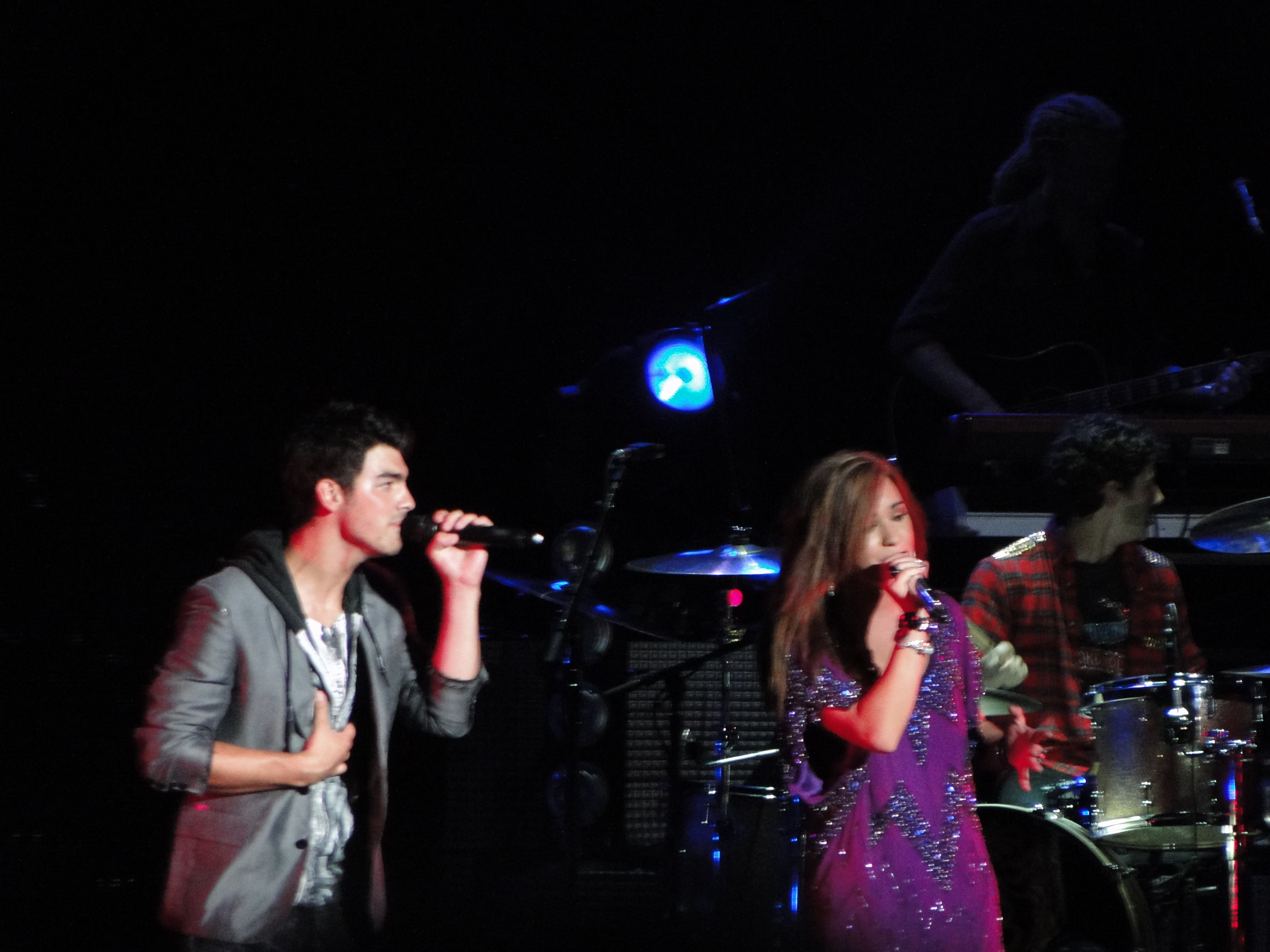
Lovato cantando con Joe Jonas en 2010.

En 2008, Lovato tuvo una breve relación con el actor Cody Linley. En una entrevista con la revista Seventeen, Linley declaró: «Fue una noche con sus altas y bajas. Cuando finalmente Demi aceptó salir y estábamos yendo a comer. Le estaba explicando: 'Lo siento, mi coche se rompió', y de repente, ¡el auto empezó a hacer un ruido alocado otra vez! Y dije, 'Oh, no', y ella, '¿Qué ocurre?'. 'Nada, todo está bien', respondí. Y ella '¿Estás seguro?' Así que tuve que parar el auto y salir. Demi fue realmente dulce. Sostuvo la luz para mí y me dio consejos para reparar el auto». Durante unos meses, Lovato salió con el cantante Trace Cyrus en 2009. Lovato salió brevemente con su coprotagonista de Camp Rock, Joe Jonas, en 2010. En una entrevista con la revista Us, Jonas declaró: «Demi y yo sabíamos que tener una relación romántica podría no ser fácil. Me di cuenta de que después de todo el tiempo que pasamos juntos, me importaba más nuestra amistad. Fue mi decisión terminar, pero la aprecio como amiga. Ella ha estado allí para mí cuando yo le necesitaba. Voy a seguir siendo su amigo y estar ahí para ella». Lovato luego tuvo una relación intermitente con el actor Wilmer Valderrama; comenzaron a salir en agosto de 2010 y terminaron su relación en junio de 2016. En junio de 2011, Lovato sorprendió con su declaración en Twitter de que uno de los seis chicos del reality de Fox, The Glee Project, había sido su primer novio: «Acabo de ver a mi primer novio en The Glee Project, ¡morí! Qué pequeño es el mundo». Más tarde, Cameron Mitchell, el primer novio de la artista, respondió en Twitter: «¡Demi Lovato es mi ex! Fui su primer novio. Ella estaba en séptimo grado y yo era un poco mayor». Lovato luego salió con el atleta de UFC Guilherme «Bomba» Vasconcelos de enero a julio de 2017. A finales de 2018, Lovato salió brevemente con el diseñador Henry Levy hasta marzo de 2019. Salió con el modelo Austin Wilson durante unos meses hasta finales de 2019. El 23 de julio de 2020, Lovato anunció su compromiso con el actor Max Ehrich. Los dos habían comenzado a salir cuatro meses antes, pero finalmente cancelaron el compromiso en septiembre. A principios de agosto de 2022, People informó que Lovato estaba en una «relación feliz y saludable» con un músico. El 20 de agosto, el músico canadiense Jutes confirmó la relación en una publicación de Instagram que marcaba el 30 cumpleaños de Lovato.El 17 de diciembre de 2023, Lovato anuncia su compromiso con el músico en su cuenta Instagram. El 25 de mayo de 2025 Lovato y su prometido contrajeron matrimonio en Los Ángeles, California.
Lovato describe su sexualidad como fluida y ha dicho que está abierta a encontrar el amor con alguien de cualquier género. En julio de 2020, se autodenominó queer en un comunicado en las redes sociales lamentando la muerte de su coprotagonista de Glee, Naya Rivera. En marzo de 2021, Lovato se declaró pansexual y sexualmente fluida, declarando en una entrevista: «Siempre supe que era queer, pero lo he aceptado por completo». En la misma entrevista, se llamó a sí misma «demasiado queer» para salir con hombres en ese momento. Expresó que se siente orgullosa de pertenecer a lo que llamó la «mafia del alfabeto», refiriéndose a la comunidad LGBT.
El 19 de mayo de 2021, Lovato declaró públicamente que es de género no binario y anunció la decisión de empezar a usar el pronombre elle (they/them), afirmando que «esto se produjo después de mucho trabajo de sanación y autorreflexión. Todavía estoy aprendiendo y entrando en mí misma; no pretendo ser una experta o un vocero. Compartir esto con ustedes ahora abre otro nivel de vulnerabilidad para mí». Al principio se declaró de género no binario ante su familia y amigos a finales de 2020, y había empezado a utilizar el pronombre elle. Lovato luego actualizó sus pronombres para incluirla en abril de 2022, y se describió a sí misma en agosto siguiente como una «persona fluida» que había «adoptado de nuevo los pronombres de ella» después de comenzar a sentirse «más femenina». Ese septiembre reiteró que «todavía se siente muy cómoda con el pronombre elle».

### Salud mental y abuso de sustancias

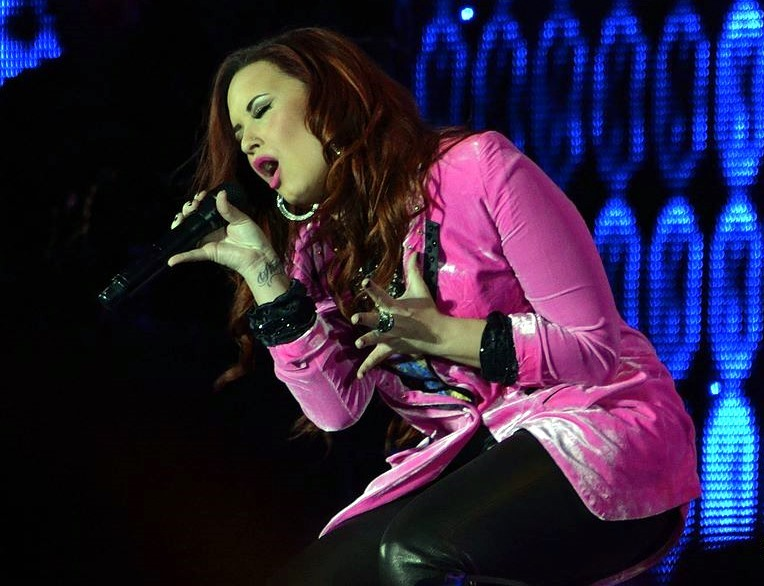
Lovato cantando «Got Dynamite» en el Festival de Iquique en febrero de 2012.

Lovato había sufrido bulimia nerviosa, autolesiones y acoso antes de su primera etapa en rehabilitación a los 18 años. El 1 de noviembre de 2010, Lovato se retiró de la gira Jonas Brothers: Live in Concert, entrando en centro de tratamiento para «problemas físicos y emocionales». Se informó que decidió entrar en tratamiento después de golpear a la bailarina Alex Welch; su familia y el equipo directivo la convencieron de que necesitaba ayuda. Lovato dijo que asumió «el 100% de la responsabilidad total» por el incidente. El 28 de enero de 2011, completó el tratamiento hospitalario en Timberline Knolls y regresó a casa. Lovato reconoció que tenía bulimia, se había cortado y se había «automedicado» con drogas y alcohol «como hacen muchos adolescentes para adormecer el dolor». Agregó que «básicamente tuvo una crisis nerviosa» y que le habían diagnosticado trastorno bipolar durante su tratamiento. Posteriormente admitió haber consumido cocaína varias veces al día y haber introducido cocaína de contrabando en aviones.
En abril de 2011, Lovato se convirtió en editora colaboradora de la revista Seventeen y escribió un artículo que describía sus luchas. En marzo de 2012, MTV emitió un documental, Demi Lovato: Stay Strong, sobre su rehabilitación y recuperación. Comenzó a trabajar en su cuarto álbum de estudio al mes siguiente. En enero de 2013, se informó que Lovato había estado viviendo en un centro de sobriedad en Los Ángeles durante más de un año porque sentía que era la mejor manera de evitar volver a su adicción y trastorno alimentario. Lovato celebró el quinto aniversario de su sobriedad el 15 de marzo de 2017.

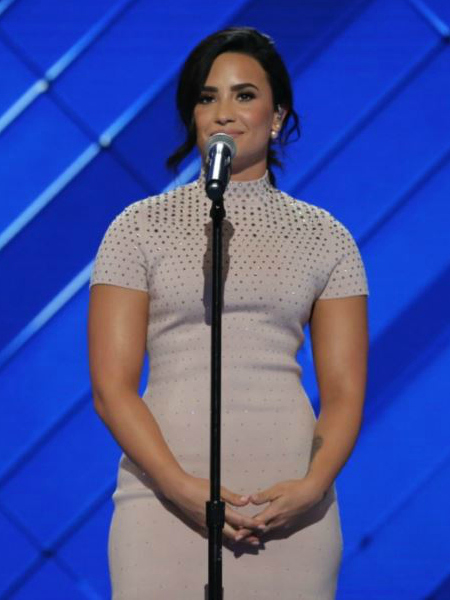
Lovato hablando en la Convención Nacional Demócrata de 2016 en Filadelfia en julio de 2016.

En su documental de YouTube de 2017 Demi Lovato: Simply Complicated, Lovato reveló que su tratamiento en Timberline Knolls no había sido del todo exitoso, afirmando que todavía luchaba contra el alcoholismo y la adicción a la cocaína en el año posterior a su paso por el centro de tratamiento y admitiendo además que de hecho, estaba bajo la influencia de la cocaína mientras la entrevistaban sobre su sobriedad para Demi Lovato: Stay Strong. Dijo: «No estaba trabajando en mi programa. No estaba lista para estar sobria. Lo estaba escabullendo en aviones, escabulléndome en los baños, escabulléndome durante toda la noche. Nadie lo sabía».
Lovato también declaró que su adicción a las drogas y el alcohol le causó no solo una sobredosis varias veces, sino que luego comenzó a afectar su capacidad para actuar en vivo y promocionar su álbum Unbroken, haciendo referencia a una actuación de 2012 en American Idol donde tenía una resaca severa. Después de que su equipo de administración expresó sus intenciones de dejarla, Lovato acordó reanudar el tratamiento y el asesoramiento para su adicción, lo que la llevó a mudarse a un centro de sobriedad en Los Ángeles con compañeros de cuarto y responsabilidades para ayudarla a superar sus problemas de drogas y alcohol. Aunque anteriormente había declarado que estaba completamente harta de drogas duras como la heroína, Lovato reveló en marzo de 2021 que no estaba completamente sobria; estaba bebiendo alcohol y fumando marihuana con moderación en ese momento, una elección con la que muchos de sus amigos estaban abiertamente en desacuerdo. Se decidió por la moderación porque sintió que se estaba preparando para el fracaso si se decía a sí misma que nunca volvería a beber o fumar. Lovato dijo que era porque les habían inculcado que «un trago equivalía a una pipa de crack». Esto cambió el diciembre siguiente cuando abandonó su «manera sobria de California» y se declaró «sobria sobria».
En 2021, Lovato dijo que inicialmente había aceptado su diagnóstico bipolar y lo compartió en 2011 porque explicaba su comportamiento errático, pero luego llegó a creer que era inexacto: «Estaba actuando mal cuando tenía 18 años por muchas razones, pero ahora sé de varios médicos diferentes que no era porque yo era bipolar. Tuve que crecer». Lovato también afirmó que el diagnóstico se ha revisado a trastorno por déficit de atención con hiperactividad (TDAH).

### Sobredosis de drogas de 2018
El 21 de junio de 2018, Lovato lanzó el sencillo «Sober» en el que reveló que había recaído después de seis años de sobriedad. El 24 de julio de 2018, fue trasladada de urgencia al Centro Médico Cedars-Sinai en Los Ángeles después de que llamaron a los servicios de emergencia a su casa debido a una sobredosis de opioides. Lovato recordó: «Los médicos me dijeron que tenía entre cinco y diez minutos, como si nadie me hubiera encontrado, entonces no estaría aquí». Se informó que la cantante se encuentra estable y recuperándose más tarde ese mismo día. Según los informes, sufrió una sobredosis de oxicodona mezclada con fentanilo y fue reanimada con naloxona. Lovato también tuvo múltiples complicaciones de salud derivadas de la sobredosis, incluidos múltiples accidentes cerebrovasculares, un ataque cardíaco y daño cerebral, el último de los cuales causó problemas de visión duraderos. Fue hospitalizada durante dos semanas y posteriormente ingresada a un centro de rehabilitación para pacientes hospitalizados.
La sobredosis de drogas de Lovato recibió una amplia cobertura mediática, lo que la llevó a convertirse en la persona más buscada en Google de 2018, por delante de otras figuras que habían recibido una amplia cobertura durante todo el año, debido en gran parte al interés público en torno a la sobredosis. CBS News clasificó la sobredosis como la 29.ª historia más importante de 2018.
En diciembre de 2018, Lovato acudió a Twitter para desmentir los rumores sobre su sobredosis y agradeció a sus fanes, escribiendo: «Si siento que el mundo necesita saber algo, se lo diré YO MISMA. Todo lo que mis fans necesitan saber es que yo estoy trabajando duro en mí misma, estoy feliz y limpia y estoy MUY agradecida por su apoyo». Agregaron que algún día «le diría al mundo qué sucedió exactamente, por qué sucedió y cómo es mi vida hoy [...] No sé nada. Todavía necesito espacio y tiempo para sanar».
Lovato abordó el asunto durante una aparición en 2020 en The Ellen DeGeneres Show, explicando cómo su peor lucha contra la bulimia en 2018 contribuyó a su eventual sobredosis de drogas cuando recayó tres meses antes del incidente debido a que estaba extremadamente infeliz. La cantante atribuyó estas luchas a las medidas extremas que tomó su entonces mánager, Phil McIntyre, para controlar la comida que ingería. Lovato explicó además que, junto con la naturaleza controladora de su equipo de gestión, no le brindaron la ayuda que necesitaba: «La gente revisando mis pedidos en Starbucks estaban en mis extractos bancarios [...] solo cositas así [...] me hizo sentir muy infeliz y mi bulimia empeoró mucho y pedí ayuda y no recibí la ayuda que necesitaba». Además, contó que su proceso de pensamiento la noche en que recayó después de seis años de sobriedad fue el siguiente: «Llevo seis años sobria y me siento miserable. Soy aún más miserable de lo que era cuando estaba bebiendo. ¿Por qué estoy sobria?» Cuando Lovato confrontó a su gerencia sobre estos pensamientos, este último respondió: «Estás siendo muy egoísta, esto arruinaría las cosas no solo para ti sino también para nosotros». Esto hizo que Lovato se sintiera «completamente abandonada» debido a que provocó sus problemas subyacentes de abandono con su padre biológico, y así «bebió [...] esa noche».

### Trauma de violación
En 2021, Lovato reveló que fue violada a los 15 años cuando era actriz en Disney Channel, y que el violador era un coprotagonista al que tenía que seguir viendo a partir de entonces cuya identidad no reveló. El incidente contribuyó a su bulimia y autolesiones. Le contó a alguien sobre el incidente, pero el agresor «nunca se metió en problemas por eso. Nunca lo sacaron de la película en la que aparecía». Lovato dijo que no reconoció el acto como violación en ese momento, porque la actividad sexual no estaba normalizada para ella y era parte de la multitud de Disney que usaba anillos de pureza y estaba esperando hasta el matrimonio. Sin embargo, decidió compartir su experiencia porque cree que todos deberían «decir su voz si pueden y sentirse cómodos haciéndolo». Lovato también declaró que fue violada durante su sobredosis de drogas de 2018 y se dio cuenta un mes después del incidente de que no estaba en un lugar para dar su consentimiento en ese momento.

## Filmografía
| Año  | Título                                          | Rol                                 | Notas                                |
| ---- | ----------------------------------------------- | ----------------------------------- | ------------------------------------ |
| 2008 | Camp Rock                                       | Mitchie Torres                      | Protagonista                         |
| 2009 | Jonas Brothers: The 3D Concert Experience       | Cameo                               | Concierto                            |
| 2009 | Princess Protection Program                     | Princesa Rosalinda / Rosie González | Protagonista                         |
| 2010 | Camp Rock 2: The Final Jam                      | Mitchie Torres                      | Protagonista                         |
| 2012 | Demi Lovato: Stay Strong                        | Protagonista                        | Documental                           |
| 2016 | Zoolander 2                                     | Dove Trincher                       | Cameo                                |
| 2017 | Smurfs: The Lost Village                        | Pitufina                            | Voz / protagonista                   |
| 2017 | Louder Together                                 | Protagonista                        | Documental                           |
| 2019 | Charming                                        | Lenore Quinonez                     | Voz / protagonista                   |
| 2020 | Eurovision Song Contest: The Story of Fire Saga | Katiana                             | Papel recurrente                     |
| 2024 | Child Star                                      | Ella misma                          | Directora / Protagonista, documental |
| 2025 | Tow                                             | TBA                                 | Elenco Principal                     |

| Año       | Título                                 | Rol                     | Notas                                                           |
| --------- | -------------------------------------- | ----------------------- | --------------------------------------------------------------- |
| 2002-2004 | Barney & Friends                       | Ángela                  | Papel principal (temp. 7-8)                                     |
| 2006      | Prison Break                           | Danielle Curtin         | Episodio: «First Down»                                          |
| 2007-2008 | As the Bell Rings                      | Charlotte Adams         | Elenco principal (temporada 1)                                  |
| 2007      | Just Jordan                            | Nicole                  | Episodio: «Slippery When Wet»                                   |
| 2008      | Jonas Brothers: Living the Dream       | Estrella invitada       | 2 episodios                                                     |
| 2008      | Studio DC: Almost Live                 | Estrella invitada       | Episodio: «The Second Show»                                     |
| 2009-2011 | Sonny with a Chance                    | Sonny Munroe            | Protagonista                                                    |
| 2009      | My Camp Rock                           | Estrella invitada       | Episodio: «The Results Show»                                    |
| 2010-2011 | Extreme Makeover: Home Edition         | Estrella invitada       | Episodios: «The Williams Family» y «The McPhail Family»         |
| 2010      | Grey's Anatomy                         | Hayley May              | Episodio: «Shiny Happy People»                                  |
| 2010      | America's Next Top Model               | Estrella invitada       | Episodio: «Diane von Fürstenberg»                               |
| 2011      | Keeping Up with the Kardashians        | Estrella invitada       | Episodio: «Kim's Fairytale Wedding: A Kardashian Event, Part 2» |
| 2012      | Punk'd                                 | Estrella invitada       | Episodio: «Ashley Tisdale, Demi Lovato & New Boyz»              |
| 2012      | Teen Choice Awards 2012                | Anfitriona              | Entrega de premios                                              |
| 2012      | This Is How I Made It                  | Estrella invitada       | Episodio: «Demi Lovato and B.o.B»                               |
| 2012      | Christmas in Washington                | Cantante                | Especial de televisión (31ra. edición)                          |
| 2012-2013 | The X Factor                           | Jurado                  | Temporadas 2 y 3                                                |
| 2013      | The View                               | Coconducción            | 5 episodios                                                     |
| 2013-2014 | Glee                                   | Dani                    | 4 episodios                                                     |
| 2014      | The Ride                               | Protagonista            | Episodio: «Demi Lovato: The Ride»                               |
| 2015      | RuPaul's Drag Race                     | Jurado                  | Episodio: «Divine Inspiration»                                  |
| 2015      | From Dusk till Dawn: The Series        | Maia                    | 3 episodios                                                     |
| 2015      | Girl Code                              | Estrella invitada       | Episodio de Halloween                                           |
| 2015      | Saturday Night Live                    | Estrella invitada       | Episodio: «Tracy Morgan / Demi Lovato»                          |
| 2015      | We Day                                 | Conducción              | Especial de televisión (10.ª edición)                           |
| 2016      | Victoria's Secret Swim Special         | Estrella invitada       | Episodio especial                                               |
| 2017      | Project Runway                         | Estrella invitada       | Episodio: «We're Sleeping Wear?»                                |
| 2017      | The Voice of Germany                   | Tutoría                 | Temporada 7, parte del equipo de Yvonne Catterfeld              |
| 2018      | Keeping Up with the Kardashians        | Estrella invitada       | Episodio: «The Lord & His Lady»                                 |
| 2018      | El show del Dr. Phil                   | Estrella invitada       | Episodio: «Demi Lovato: Up Close and Personal»                  |
| 2019      | The Bachelorette                       | Estrella invitada       | Episodio: «After the Final Rose»                                |
| 2020      | Will & Grace                           | Jenny                   | Papel recurrente (temporada 11)                                 |
| 2020      | The Ellen DeGeneres Show               | Conducción de reemplazo | Sustituyendo a Ellen DeGeneres                                  |
| 2020      | iHeart Living Room Concert for America | Estrella invitada       | Concierto especial                                              |
| 2020      | The Disney Family Singalong            | Estrella invitada       | Especial de televisión                                          |
| 2020      | Game On!                               | Estrella invitada       | Episodio: «Celebrity Guests: Demi Lovato & Ronda Rousey»        |
| 2020      | People's Choice Awards 2020            | Conducción              | Entrega de premios                                              |
| 2021      | Celebrating America                    | Cantante                | Especial de la toma de posesión del presidente Joe Biden        |
| 2021      | Legendary                              | Juez                    | Episodio: «Ice Haus»                                            |
| 2021      | Cooking With Paris                     | Estrella invitada       | Episodio: «Italian Night»                                       |

| Año  | Título                              | Rol               | Plataforma              |
| ---- | ----------------------------------- | ----------------- | ----------------------- |
| 2009 | KSM: Read Between the Lines         | Estrella invitada | 3 episodios             |
| 2017 | Demi Lovato: Simply Complicated     | Protagonista      | Documental              |
| 2020 | Dear Class of 2020                  | Estrella invitada | Especial                |
| 2020 | Pepsi: Unmute Your Voice            | Estrella invitada | Especial                |
| 2020 | Hello 2021                          | Estrella invitada | Especial                |
| 2021 | Demi Lovato: Dancing with the Devil | Protagonista      | Documental              |
| 2021 | 4D with Demi Lovato                 | Conducción        | Podcast de entrevistas  |
| 2021 | Unidentified with Demi Lovato       | Conducción        | Serie web               |
| 2021 | The Demi Lovato Show                | Conducción        | Programa de entrevistas |
| 2023 | A Very Demi Holiday Special         | Protagonista      | Especial de Roku        |

## Discografía
Álbumes de estudio
- 2008: Don't Forget
- 2009: Here We Go Again
- 2011: Unbroken
- 2013: Demi
- 2015: Confident
- 2017: Tell Me You Love Me
- 2021: Dancing with the Devil... The Art of Starting Over
- 2022: Holy Fvck

Álbumes recopilatorios
- 2023: Revamped

## Giras

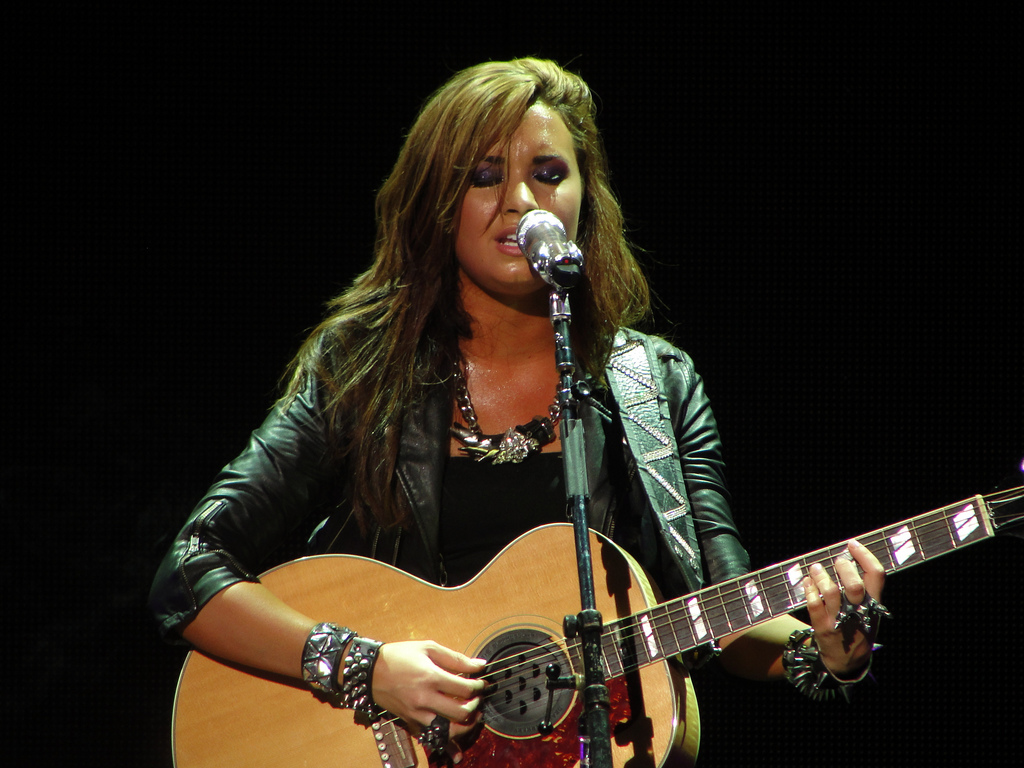
Demi cantando «Catch Me» en Puerto Rico en 2010.

| Año       | Número de conciertos | Título                             | Acto principal         | Ingresos totales (Dólares) |
| --------- | -------------------- | ---------------------------------- | ---------------------- | -------------------------- |
| 2008      | 15                   | «The Best Damn Tour»               | Avril Lavigne          |                            |
| 2008      | 17                   | «Demi Live! Warm Up Tour»          | Demi Lovato            | $ 510 000                  |
| 2008      | 48                   | «Burning Up Tour»                  | Jonas Brothers         | $ 41 000 000               |
| 2009      | 42                   | «Summer Tour 2009»                 | Demi Lovato            | $ 5 316 740                |
| 2009      | 7                    | «Jonas Brothers World Tour 2009»   | Jonas Brothers         |                            |
| 2009      | 3                    | «Fall Tour 2009»                   | Demi Lovato            | $ 3 277 549                |
| 2009-2010 | 51                   | «Demi Lovato: Live in Concert»     | Demi Lovato            | $ 10 200 000               |
| 2010      | 4                    | «South America Tour 2010»          | Demi Lovato            | $1 914 411                 |
| 2010      | 37                   | «Live in Concert World Tour 2010»  | Jonas Brothers         |                            |
| 2011-2013 | 68                   | «A Special Night with Demi Lovato» | Demi Lovato            | $ 47 600 000               |
| 2014      | 44                   | «The Neon Lights Tour»             | Demi Lovato            | $ 22 000                   |
| 2014-2015 | 44                   | «Demi World Tour»                  | Demi Lovato            | $ 23 500 000               |
| 2014      | 8                    | «Sex and Love Tour»                | Enrique Iglesias       |                            |
| 2016      | 42                   | «Future Now Tour»                  | Demi Lovato Nick Jonas | $ 58 566 934               |
| 2018      | 44                   | «Tell Me You Love Me World Tour»   | Demi Lovato            | $ 63 134 145               |
| 2022      | 32                   | «Holy Fvck Tour»                   | Demi Lovato            |                            |